# Dynastie Shang
Vous lisez un « bon article » labellisé en 2012.
Pour les articles homonymes, voir Shang.
Sauf précision contraire, les dates de cet article sont sous-entendues « avant l'ère commune », c'est-à-dire « avant Jésus-Christ ».
1570 – 1045 av. J.-C.
Entités précédentes :
- Dynastie Xia ?

Entités suivantes :
- Dynastie Zhou

La dynastie Shang (chinois : 商 ; pinyin : shāng), également appelée la dynastie Yin (殷, yīn), est selon l'historiographie chinoise la deuxième dynastie royale à avoir dominé la Chine, des environs de 1570 à 1045 av. J.-C. Elle succède à la dynastie Xia (connue par la tradition écrite) et, sur le plan archéologique, à la culture d'Erlitou entre 1800 et 1600 av. J.-C. et à la culture d'Erligang entre 1580 et 1400/1300 av. J.-C. La dynastie Shang précède celle des Zhou qui la supplante au milieu du XIe siècle av. J.-C.
Depuis les années 1930, les trouvailles d'inscriptions oraculaires sur des os et des écailles de tortue à Anyang dans le Henan ont révélé que s'y trouvait alors la dernière capitale des rois Shang, Yinxu, durant la période allant d'environ 1250 à 1050 av. J.-C. Il est possible que les rois ayant régné à partir d'autres sites durant la période précédente, la période d'Erligang (c. 1600-1300 av. J.-C.), aient également été des membres de la dynastie Shang, mais l'absence d'écriture pour cette époque ne permet pas de le confirmer.
Cette période, qui couvre une vaste partie du IIe millénaire av. J.-C., voit de nombreux changements se produire dans la Plaine centrale de Chine, avant tout à partir du foyer situé dans la vallée du fleuve Jaune d'où émerge la dynastie Shang. Les premiers États et les premières villes se développent, de même qu'un artisanat du bronze remarquable, et l'écriture apparaît durant la période finale. Les autres régions chinoises ne sont pas en reste, puisque des cultures ayant mis au point un artisanat métallurgique remarquable ont été identifiées dans plusieurs endroits, notamment le bassin du Yangzi. L'idée d'une mainmise des rois Shang sur une grande partie de la Plaine centrale est donc remise en cause.

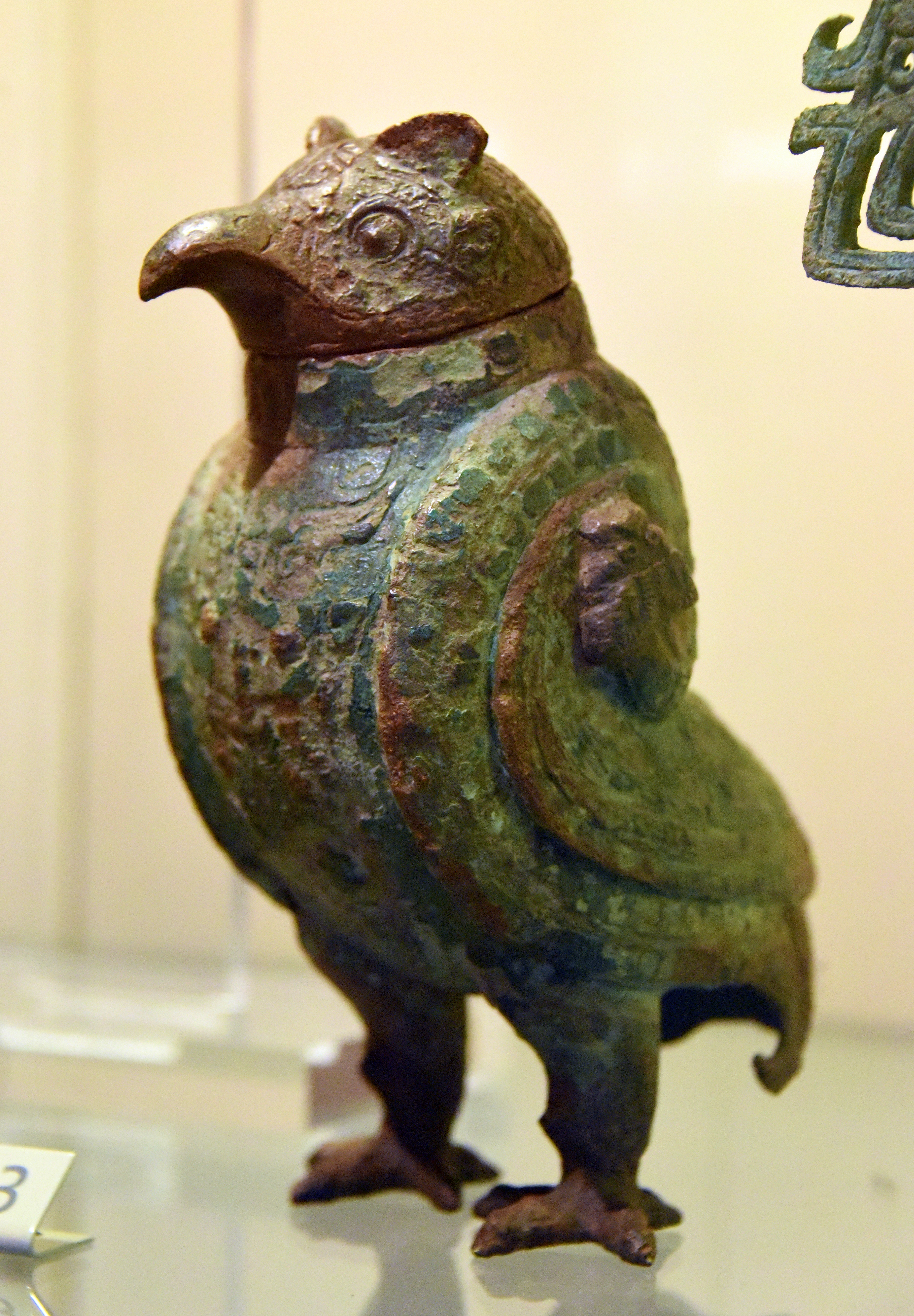
Vase rituel utilisé pour les boissons fermentées (zun) en forme de hibou. Vers 1250-1050 av. J.-C. Victoria and Albert Museum.

## L'histoire traditionnelle: la deuxième dynastie chinoise

### Les rois Shang selon la tradition historiographique chinoise
La tradition chinoise fait de la dynastie Shang la deuxième à avoir dominé le pays, après la dynastie Xia fondée par Yu le Grand. Cela suit une conception cyclique et moraliste de l'histoire mise en place par les rois des Zhou de l'Ouest pour légitimer leur prise de pouvoir sur les Shang : le Ciel, divinité suprême des Zhou, accorde ses faveurs aux souverains les plus vertueux : les rois sont alors les « Fils du Ciel » (tianzi), disposant du « Mandat céleste ». Mais au fil du temps les souverains de la dynastie dominante perdent en vertu, et finalement le Ciel les abandonne et choisit un nouveau personnage vertueux qui les renverse et fonde à son tour sa propre dynastie. Ainsi, le dernier roi des Xia, Jie Gui, est présenté comme un débauché, qui est finalement renversé par Tang le Victorieux, qui fonde la dynastie Shang (aussi appelée Yin).
La tradition historiographique chinoise, qui repose avant tout sur le Classique des documents, les Annales de Bambou et une poignée d'autres ouvrages pour la plupart repris par Sima Qian dans ses Mémoires historiques, n'a pas retenu grand-chose de la trentaine de souverains de la dynastie Shang dont elle rapporte les noms et l'ordre successoral, au-delà de changements de capitale qui surviennent à six reprises et de quelques autres faits miraculeux. Ainsi, le roi Wu Ding, à la suite de l'apparition d'un faisan merveilleux, aurait procédé à une réforme de sa conduite et des rites qui aurait renouvelé la vertu de la dynastie. Mais peu après, Wu Yi est particulièrement immoral, tirant des flèches sur une outre pleine de sang au prétexte de tirer sur le Ciel ; son châtiment est de mourir foudroyé. Le dernier roi Shang, Zhou Xin (ou Di Xin), est présenté comme doté d'une grande force, débauché et extrêmement tyrannique. Une série de malheurs annonce sa perte, à laquelle il est mené par le nouveau détenteur du Mandat céleste, Wu des Zhou,.
La chute de la dynastie Shang sert de cadre à L'Investiture des dieux (Fengshen Yanyi ou Fengshen Bang), célèbre récit fantastique rédigé sous la dynastie Ming (rédigé autour de 1600), qui donne une version romancée du conflit entre Shang et Zhou en y intégrant de nombreux héros qui y deviennent des personnages d'essence divine.

### La tradition face aux découvertes archéologiques

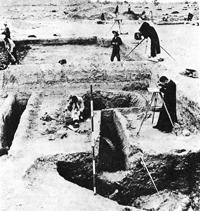
Fouilles à Anyang/Yinxu dans les années 1930.

Au début du XXe siècle, la validité de la tradition historiographique chinoise se trouve remise en cause en Chine même par les tenants d'une approche critique de la documentation traditionnelle, dont le caractère folklorique est évident, reprenant une conception cyclique de l'histoire qui semble s'être élaborée à partir des rois Zhou et durant les siècles suivants, jusqu'aux débuts de l'époque impériale. Mais l'apparition, à la suite de trouvailles fortuites dans la région d'Anyang, d'os portant des inscriptions oraculaires aux noms de certains rois Shang incita à considérer que cette dynastie avait réellement existé. Les fouilles archéologiques régulières qui débutèrent sur ce site en 1928 permirent la découverte de bâtiments et de nombreux objets, notamment les jiaguwen, inscriptions oraculaires sur os et carapaces de tortue, révélant la civilisation de la période d'Anyang. Les chercheurs chinois de l'époque y virent la confirmation de la tradition, car les noms trouvés sur le site correspondaient à ceux des derniers rois de la dynastie Shang selon l'historiographie antique. Mais ils pensaient alors que les raffinements de cette civilisation, et notamment son remarquable artisanat du bronze, étaient des importations d'Asie occidentale. Ce n'est qu'à partir de 1952, avec les fouilles des sites de la période antérieure d'Erligang, dans les alentours de Zhengzhou, que l'ancienneté et l'origine locale de la métallurgie de bronze en Chine furent établies, mais l'absence de sources écrites pour cette période empêche de désigner avec certitude les souverains d'alors comme étant des Shang. Peu après fut mis au jour le site d'Erlitou, révélant un stade antérieur de l'âge du bronze, qui fut rapidement attribué à la dynastie Xia, en dépit de l'absence de sources épigraphiques le confirmant. L'historiographie traditionnelle serait donc confirmée par la redécouverte des cultures de l'âge du Bronze ancien de la Plaine centrale du fleuve Jaune, qui auraient été le foyer des premières dynasties chinoises.
Les découvertes suivantes sont en revanche moins en accord avec la vision traditionnelle des premiers temps de l'histoire chinoise, car les sites mis au jour révèlent la grande diversité des cultures du IIe millénaire chinois d'avant notre ère. Le site de Panlongcheng, dans le Nord du Jiangxi, présente certes des traits culturels qui permettent de le rattacher aux cultures de la Plaine centrale (Erlitou et Erligang), mais les sites de la seconde moitié du IIe millénaire retrouvés plus au sud, et aussi à l'ouest dans le Sichuan, ne peuvent recevoir le qualificatif de Shang, car rien ne plaide en faveur d'une domination de la Plaine centrale. Il a donc existé des cultures pratiquant un artisanat du bronze sophistiqué et connaissant un stade de développement étatique qui ont été oubliées par l'historiographie traditionnelle. La Chine antique n'a pas eu une seule source, et les rois de la dynastie Shang (et ceux des Xia s'ils ont bien existé) n'ont jamais exercé une domination sur tout son territoire.
Les recherches entreprises sous la direction des pouvoirs publics chinois à partir de 1996 dans le cadre du projet de chronologie Xia – Shang – Zhou ont pourtant confirmé la validité du découpage chronologique traditionnel. Elles font remonter la dynastie Xia aux environs de 2000 et la font durer jusqu'en 1600, quand les Shang les auraient supplantés (ce qui correspond à la transition entre les périodes d'Erlitou et d'Erligang). La période Shang s'achèverait à son tour par la phase d'Anyang à partir de 1300, jusqu'en 1046 qui voit les Shang être supplantés par les Zhou. Ces résultats ont été critiqués, en particulier par les spécialistes occidentaux qui y voient une approche trop peu critique de l'historiographie traditionnelle, et dénoncent les motivations nationalistes sous-jacentes au projet.

## Les cultures de la Chine de l'âge du Bronze ancien
En l'absence de sources écrites antérieures au XIIe siècle, il est donc impossible de confirmer les récits de la tradition historiographique chinoise et de déterminer avec certitude les origines de la dynastie Shang. La tradition a manifestement exagéré la puissance des rois Shang, mais il demeure tentant de faire correspondre leur premier essor avec des cultures désormais bien connues par les découvertes archéologiques correspondant aux phases anciennes de l'âge du bronze, lesquelles voient l'émergence des premières sociétés étatiques de la Chine durant le IIe millénaire, dans la plaine du fleuve Jaune. Il convient donc d'analyser ces dernières pour bien comprendre la réalité de la période durant laquelle la dynastie Shang est supposée avoir dominé la Chine, à défaut de pouvoir étendre l'étude des Shang « historiques » au-delà de la période d'Anyang (vers 1300-1050) qui sera abordée plus loin.
Culturellement, les cultures de la Plaine centrale de l'âge du Bronze ancien sont les héritières de différentes cultures chinoises du Néolithique récent (Majiayao, Longshan, Liangzhu, Qujialing et Shijiahe), dont elles captent et refondent plusieurs traits caractéristiques, provenant de la région du fleuve Jaune et aussi de celle du Yangzi. La première de ces cultures, celle d'Erlitou, a connu un lent développement d'environ 2000 à 1500, et correspond peut-être à la dynastie Xia de la tradition chinoise. La deuxième, celle d'Erligang, d'environ 1500 à 1300, voit le développement de structures politiques et sociales plus complexes et une expansion vers les régions méridionales et orientales. Elle correspond peut-être aux premières phases de la dynastie Shang. Son déclin a lieu alors qu'émergent dans les régions méridionales (Sichuan et Jiangxi) plusieurs cultures originales qui n'ont rien à envier à celle de la Plaine centrale. La phase suivante (vers 1300-1050) voit l'essor du centre urbain d'Anyang, où les plus anciens témoignages de l'écriture chinoise attestent la réalité de la dynastie Shang (au moins à cette époque).

### La période d'Erlitou: la première formation étatique

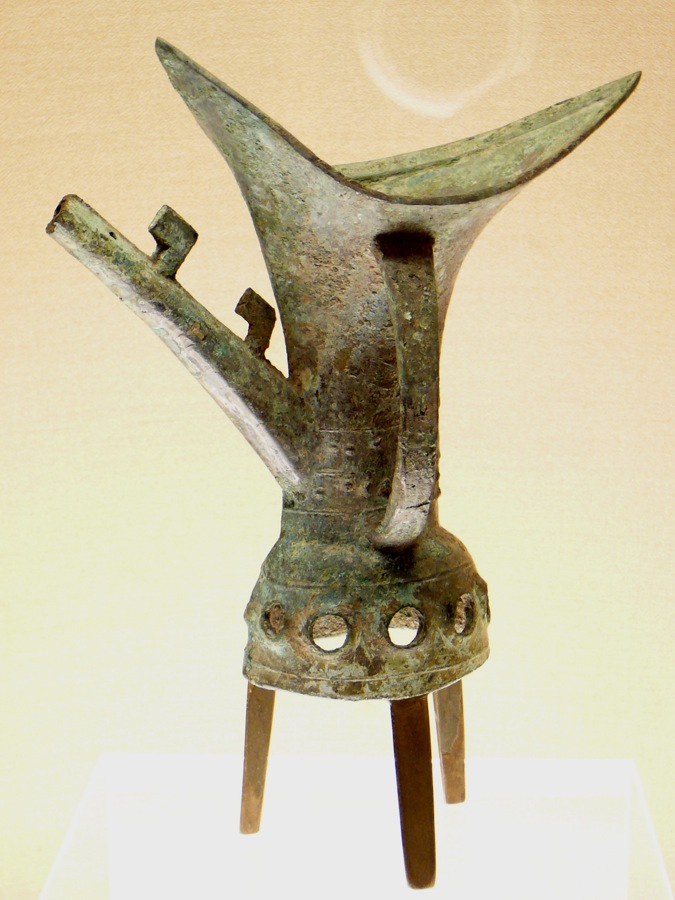
Vase tripode jue pour boissons fermentées, bronze, daté de la période d'Erlitou (XVIII.).

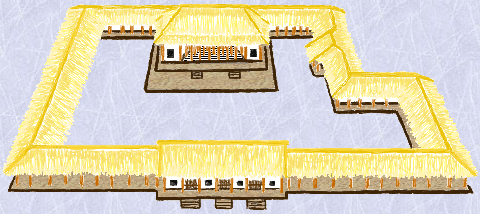
Proposition de restitution du complexe palatial d'Erlitou.

Les débuts de l’État en Chine peuvent être localisés autour du site d'Erlitou, situé dans la vallée de la rivière Yi, dans l'actuelle province du Henan. Erlitou a donné son nom à une culture qui s'étend sur la région moyenne du fleuve Jaune durant la première moitié du IIe millénaire. Il s'agit d'un vaste site d'environ 300 hectares, le plus grand connu pour la Chine de cette période, disposant en son cœur d'un véritable secteur palatial monumental. Il s'affirme progressivement au détriment des autres sites de la région pour devenir le pôle d'un réseau d'agglomérations dense couvrant une partie du Henan et du Shanxi actuels. Ce phénomène et d'autres, comme l'uniformisation des céramiques, le développement des vases rituels en bronze et d'objets en jade associés aux élites et les échanges à longue distance plaident en faveur de l'émergence d'une entité politique complexe qui mérite le qualificatif d'État. La culture matérielle caractéristique d'Erlitou s'étend sur les régions voisines entre 1800 et 1600, et son influence se repère jusque dans la région du moyen Yangzi, notamment au site de Panlongcheng dans le Hubei. La nature exacte de l'entité politique dont Erlitou est la capitale ne peut être déterminée : il s'agit apparemment de l'État le plus puissant de la Chine de cette période, mais il est possible que d'autres entités politiques indépendantes cohabitent avec elle, car rien ne permet d'affirmer que son influence culturelle s'accompagne d'une domination politique. Il est également impossible d'affirmer que les rois d'Erlitou sont les rois de la dynastie Xia de la tradition chinoise.

### La culture d'Erligang et son expansion

Localisation des principaux sites archéologiques de la Chine des périodes d'Erligang et d'Anyang (vers 1500-1050).

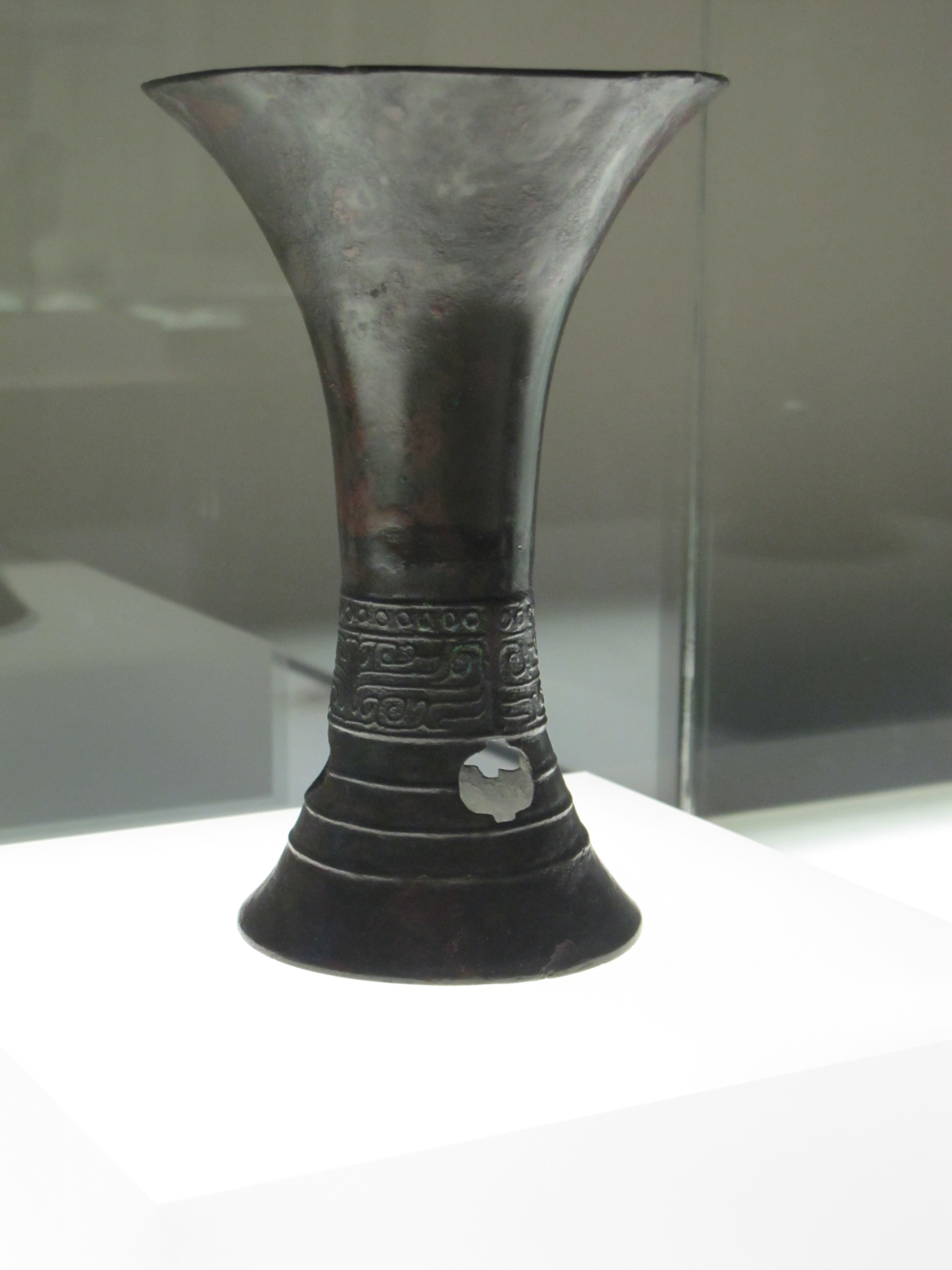
Calice gu pour les boissons fermentées en bronze de l'époque d'Erligang, attestant le haut degré de sophistication de l'artisanat métallurgique de cette période. Musée Cernuschi.

L'importance du site d'Erlitou décline dans le courant du XVIe siècle, alors que s'affirment d'autres sites urbains. À quelques kilomètres d'Erlitou, Yanshi est d'abord un centre urbain de taille moyenne (environ 80 hectares), qui connaît par la suite un essor rapide au point de concurrencer la cité voisine. Cependant, le site qui connaît le développement le plus considérable est situé à 75 kilomètres à l'est, à Zhengzhou, qui voisine le site d'Erligang, où a été identifiée en premier la culture qui s'épanouit de 1500 à 1300 environ. La période d'Erligang est divisée en deux phases. Le site de Zhengzhou devient peu à peu une agglomération impressionnante, organisée autour d'un centre de 300 hectares défendu par une muraille, tandis que plusieurs établissements ont été repérés autour sur un espace de près de 2 500 hectares. Le centre est dominé par un secteur palatial, et plusieurs ateliers ont été mis au jour, attestant le développement de la métallurgie du bronze. S'ensuit une période de déclin de Zhengzhou, alors que s'affirme quelques kilomètres plus au nord le site de Xiaoshuangqiao, qui n'atteint cependant pas les mêmes dimensions ; il pourrait s'agir d'un site ayant surtout un caractère cultuel.
La culture d'Erligang connaît une expansion qui surpasse celle d'Erlitou. Elle se repère notamment à Panlongcheng et dans ses alentours, déjà fortement marqués par la culture d'Erlitou, mais qui connaissent un essor durant la phase ancienne de la période d'Erligang. Panlongcheng atteint une taille d'environ 100 hectares et dispose d'un secteur central muré, ainsi que de nombreux ateliers. La culture matérielle locale est très proche de celle de la région de Zhengzhou. L'influence de la culture d'Erligang se retrouve également dans les régions du cours inférieur du fleuve Jaune à Daxinzhuang, et dans une moindre mesure dans le cours inférieur du Yangzi, et jusqu'au Nord du Jiangxi autour du site de Wucheng (en) et dans le Nord du Hunan à Zaoshi. Cette expansion peut être interprétée comme reflétant un nouvel essor de la plaine du fleuve Jaune, surpassant celui de la période précédente. Cet essor a peut-être été motivé par la volonté de prendre le contrôle de ressources essentielles (métal, sel) et des routes sur lesquelles ils circulaient. La région de Panlongcheng pourrait avoir été dominée directement par celle de Zhengzhou, comme peut-être aussi la région du cours inférieur du fleuve Jaune et d'autres sites situés sur des voies de communication importantes présentant un matériel caractéristique de la culture d'Erligang : Dongxiafeng et Yuanqu dans le Shanxi méridional, Donglongshan et Laoniupo dans le Shaanxi méridional, voire jusqu'à Wucheng au sud. En revanche, dans les régions plus éloignées, son influence semble plus ténue et ne s'est donc pas accompagnée d'un contrôle politique.
La culture d'Erligang a donc dû être dominée par un État puissant dont le centre se situe dans la Plaine centrale, à Zhengzhou, voire auparavant à Yanshi et plus tard à Xiaoshuangqiao. L'émergence de Yanshi à côté d'Erlitou reflète peut-être la prise de contrôle de la seconde par la première, ce qui a pu être interprété, suivant l'historiographie traditionnelle, comme le reflet de la victoire des Shang sur les Xia. Les Shang viendraient en effet de l'est (cultures de Xiaqiyuan et Zhanghe), dans l'actuel Henan, mais les recherches archéologiques ne permettent pas de confirmer cette théorie. Elles attestent l'existence d'un réseau hiérarchisé d'établissements, dominé par Zhengzhou et Yanshi, les sites secondaires pouvant apparaître suivant une logique centre-périphérie comme des sites dépendant directement du centre et servant notamment pour le contrôle et l'acheminement de produits collectés aux marges, à moins qu'il ne s'agisse des sièges d'entités politiques secondaires mais indépendantes. En l'état actuel des choses, il reste donc impossible de dire si les porteurs de la culture d'Erligang sont bien les premiers rois de la dynastie Shang dominant un vaste territoire.

### Transition dans la plaine du fleuve Jaune et essor des cultures régionales
L'expansion de la culture d'Erligang est un phénomène de courte durée, qui s'essouffle dès le XIVe siècle, quand Zhengzhou décline en même temps que d'autres sites importants comme Yanshi ou Donglongshan. La dernière phase de la culture d'Erligang est donc marquée par une crise qui est sans doute de nature politique.
Les sites majeurs remplaçant Zhengzhou que sont Xiaoshuangqiao et Fucheng déclinent rapidement et laissent l'ancien centre d'Erligang sans centre urbain important, et le pouvoir politique semble finir par se fixer 350 kilomètres plus au nord, dans la région d'Anyang, sur le vaste site de la ville Shang de Huanbei. Cela semble renvoyer aux règnes des premiers souverains Shang qui auraient régné depuis la capitale Yin suivant la tradition historiographique, à savoir Pan Geng, Xiao Xin et Xiao Yi. Cela correspondrait à une « période moyenne » des Shang, durant laquelle l'instabilité politique entraîne le reflux de la puissance territoriale, située entre les occupations de Zhengzhou et du dernier centre politique d'Anyang fondé apparemment sous le règne de Wu Ding (autour de 1200).
Cette phase de reflux et de recomposition politique de la plaine du fleuve Jaune s'accompagne de l'émergence de cultures régionales dans les régions anciennement sous l'influence de la culture d'Erligang, qui sont florissantes dans le courant du XIIIe siècle. Wucheng (en), dans le Jiangxi, est ainsi au centre d'une culture locale qui développe des traits propres tout en conservant des éléments de celle d'Erligang, et qui, du point de vue matériel, se repère par sa métallurgie du bronze et aussi sa céramique cuite à très haute température (« proto-porcelaine »). D'autres sites ayant livré du matériel notable de cette période sont localisés dans la province d'Anhui à Funan et Feixi, à Gaocheng dans le Hebei ou à Chenggu dans le Shaanxi, dont les vases en bronze présentent des affinités avec ceux de la culture de Xin'gan qui s'épanouit dans le Jiangxi.

### La période tardive: la dynastie Shang d'Anyang et ses voisins
Les sites archéologiques dégagés près d'Anyang sont considérés comme correspondant aux ruines de l'antique Yin, la dernière capitale des Shang si on suit l'historiographie traditionnelle chinoise. La première installation sur ce site se fait au nord de la rivière Huan, sur le site de Huanbei comme vu précédemment. La période allant de 1200 à 1046, couramment présentée comme une phase tardive de la période Shang, voit un déplacement du cœur politique au sud de la rivière, est de loin la mieux connue, autour du site de Xiaotun. Grâce aux inscriptions oraculaires qui y ont été mises au jour, on sait assurément que le pouvoir est alors exercé par des souverains appartenant à la dynastie Shang dont les noms ont été préservés par la tradition postérieure. Mais ces sources sont insuffisantes pour reconstituer avec exactitude la trame de l'histoire politique des XIIe – XIe siècles. Le plus ancien roi Shang attesté dans ces textes est Wu Ding, qui règne dans la première décennie du XIIe siècle. Lui succèdent huit autres souverains jusqu'à la chute de la dynastie. Le culte des ancêtres pratiqué à la cour royale indique qu'il n'est pas le premier de sa lignée, mais il est impossible d'établir jusqu'où celle-ci remonte.
En dépit de la taille et de la richesse de leur capitale qui n'a rien à envier à celles de Zhengzhou, la puissance des souverains de cette période semble bien en dessous de celle de l'État de l'époque d'Erligang si on en juge par les critères matériels. L'archéologie n'indique pas la présence d'une sphère d'influence similaire à celle de la culture d'Erligang pour la période d'Anyang. Il est en tout cas probable que l'autorité de la dynastie Shang ne s'étendait alors guère que sur le Nord du Henan et le Sud du Shanxi. Des sites archéologiques dépendant probablement des souverains d'Anyang ont été mis au jour dans un rayon d'environ 250 kilomètres autour de la capitale (Taixi, Daxinzhuang).
Les cultures régionales de la Chine contemporaines de la période d'Anyang poursuivaient leur essor entamé après l'effondrement de la culture d'Erligang, développant en particulier un artisanat du bronze remarquable. Les textes oraculaires indiquent que les souverains Shang avaient des relations avec des entités politiques voisines appelées fang, tantôt belliqueuses, tantôt pacifiques : les Qiang Fang qui étaient localisés vers l'ouest, fournissant de nombreux prisonniers de guerre ; les Gui Fang vers le nord ; les Ren Fang vers le sud-ouest ; les Hu Fang vers le sud, correspondant peut-être à la culture archéologique de Wucheng qui se développe au sud du cours moyen du Yangzi. Parmi les cultures connues par l'archéologie, on peut mentionner celle de la région du moyen Yangzi (trouvailles de Ningxiang dans le Hunan), et surtout celle du Sichuan, attestée par les œuvres remarquables de Sanxingdui (près de Chengdu), mais d'autres foyers culturels existent dans le Shandong, les régions septentrionales, ou encore la vallée de rivière Wei d'où semblent émerger les Zhou. Il est donc clair que les rois Shang d'Anyang n'ont pas exercé de domination sur un territoire aussi vaste que la tradition historiographique chinoise le prétend. Ils ont coexisté avec des cultures et puissances politiques indépendantes, et c'est à leurs vainqueurs, les Zhou, qu'il faut attribuer la mise en place d'un système politique dominant la Plaine centrale et les régions voisines.
La première moitié du XIIe siècle voit une diminution du territoire dominé par les rois Shang, notamment à la suite de la défection des Zhou, ancien allié qui se constitue sa propre base de puissance plus à l'ouest. Les derniers rois Shang ont stabilisé leur pouvoir sur cet espace réduit, avant de succomber sous les coups du roi Wu des Zhou et de ses alliés vers le milieu du XIe siècle,. Leurs descendants, devenus vassaux des vainqueurs, continuent à diriger un petit territoire, l'État de Song, jusqu'en 286.

## Les rois Shang d'Anyang et leur civilisation
En l'état actuel des connaissances, la seule société historiquement identifiable qui puisse être qualifiée de Shang est celle qui s'épanouit autour de la cité d'Anyang durant la période allant en gros de 1300/1250 à 1050 av. J.-C. Des rois de cette dynastie ont peut-être régné à partir d'autres capitales avant cela, mais il est impossible de le dire autrement que de façon conjecturale. Et contrairement à ce que veut la tradition postérieure, les rois Shang d'Anyang n'ont dominé qu'une portion très réduite du territoire chinois actuel : leur civilisation n'est donc qu'une des civilisations de la Chine de cette période, parmi bien d'autres. Elle est cependant la mieux connue en raison des longues recherches effectuées autour des ruines de leur capitale depuis 1928, des découvertes remarquables qui y ont été accomplies, notamment les milliers d'inscriptions oraculaires. Il est donc possible de dresser un tableau de divers aspects de la civilisation du royaume Shang d'Anyang : peuplement, organisation politique, sociale et économique, religion officielle, écriture, art et architecture.

### Les sites de la région d'Anyang

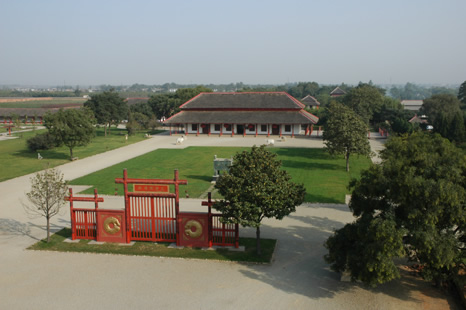
Le site de Yinxu/Anyang de nos jours.

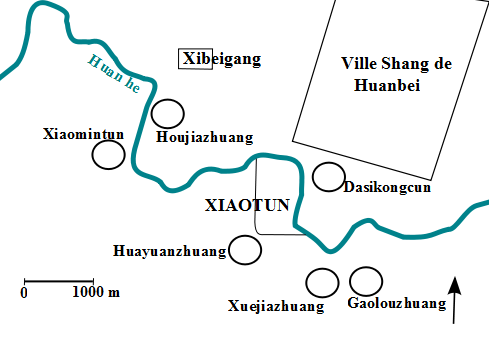
Localisation des principaux sites archéologiques de la période Shang dans la région d'Anyang.

Au sortir de la période d'Erligang, un nouveau centre politique émerge dans les alentours d'Anyang, autour de la rivière Huan, dans l'actuel Henan. Les découvertes archéologiques qui ont été faites s'étendent sur environ 24 km2.
Le plus ancien centre politique connu sur ce vaste agglomérat de sites archéologiques est depuis 1999 la ville Shang de Huanbei, au nord-est (sur la rive nord de la rivière), qui couvrait près de 500 hectares et disposait en son centre d'un secteur palatial de plus d'un hectare qui découle directement de ceux d'Erlitou et de Zhengzhou : complexe bâti sur une terrasse, organisé autour d'une cour centrale en plusieurs groupes de pavillons. Le mobilier qui y a été exhumé est caractéristique de celui connu sur le reste du site, mais cette occupation est manifestement antérieure à celle du site de Yinxu, pouvant remonter au XIVe siècle si ce n'est avant, ce qui incite à revoir la chronologie du reste des objets dégagés à Anyang.
Vers la fin du XIIIe siècle, le centre du pouvoir se déplace sur la rive sud de la Huan, où son cours forme un coude, près du village de Xiaotun. C'est un vaste secteur palatial et cultuel dominant un site d'environ 200 hectares. La zone palatiale est délimitée par un fossé d'environ 1 800 mètres de long. La cinquantaine de bâtiments dont les fondations ont été repérées s'organisent en trois groupes (dénommés A, B et C par les archéologues), et mesurent quelques dizaines de mètres de long (généralement de 20 à 50 mètres, parfois jusqu'à 80). Ils sont interprétés comme des édifices palatiaux ou des temples. La zone B, au centre, concentre à elle seule vingt-et-un bâtiments, ce qui en fait sans doute le centre politique et religieux du site. La famille royale devait vivre au nord, dans la zone A. Des fosses sacrificielles y ont été dégagées, ainsi que de nombreux dépôts d'inscriptions oraculaires.
Parmi les édifices construits autour de Xiaotun, des ateliers ont également été repérés. Mais la plupart des fouilles concernent des sépultures, qu'il s'agisse de nécropoles de la couche moyenne ou de la couche basse des élites, ou de tombes de la dynastie royale, comme celle de la reine Fu Hao. Le groupe des treize tombes royales est cependant installé sur la rive nord de la Huan, sur une hauteur, au site de Xibeigang. Il comprend manifestement celles de huit souverains Shang de la période d'Anyang, Wu Ding et ses successeurs à l'exception du dernier, Di Yi, dont la sépulture est restée inachevée en raison de sa chute face aux Zhou.
De nombreux autres sites archéologiques ont été découverts autour de la zone palatiale de Xiaotun, permettant de mieux connaître le cœur du royaume Shang, en majorité des nécropoles, mais aussi des espaces artisanaux comme Xiaomintun à l'ouest qui servait de fonderie de bronze et Tiesanlu au sud, spécialisé dans le travail de l'os. Le territoire sous contrôle direct des rois locaux ne devait guère être étendu à la période des inscriptions oraculaires, qui voit même un recul territorial. Il est probable que le territoire du royaume, ou plutôt la zone dans laquelle les rois Shang pouvaient circuler librement, ne devait s'étendre que sur le Nord et le Sud du Henan et l'Ouest du Shandong.

### Organisation et pratiques politiques

#### Un royaume organisé autour de la lignée royale
Les Shang considéraient qu’ils régnaient au centre d'une terre carrée. Ils désignaient le centre de leur royaume comme le « centre Shang » (Zhong Shang), et divisaient les territoires sous leur domination théorique en quatre parties comme les « Quatre Pays » (si tu), orientés selon les quatre points cardinaux. À la tête se trouvait le roi (wang), qui appartient à la lignée (zu) dominant le royaume, au sein de laquelle on se succède souvent au sein d'une même fratrie, mais le principe de succession de père en fils semble finir par s'imposer. Concrètement il dispose de son centre de pouvoir dans la « Grande Ville » et son domaine, derrière lesquelles il faut voir les sites de la région d'Anyang. Mais il n'y réside pas en permanence puisqu'il semble qu'il se soit beaucoup déplacé dans le territoire qui reconnaissait son autorité, notamment pour mener des expéditions militaires et des chasses et également pour accomplir des rituels, activant en permanence les liens avec les lignages alliés.
L'organisation concrète du lignage Shang est pour le reste encore mal comprise. Il apparaît en tout cas que les princes (zi, littéralement « fils ») du lignage royal, appartenant à la branche principale ou à des branches considérées comme collatérales, jouaient un grand rôle dans la vie politique, militaire et cultuelle du royaume. Ce lignage dominant est notamment soudé autour du culte des ancêtres dynastiques, que préside en premier lieu le roi, seuls celui-ci et les princes qui lui sont le plus proche dans la lignée pouvant honorer les ancêtres royaux les plus récents. Ces rituels sont donc essentiels dans la légitimité royale. Viennent ensuite les lignages sans ascendance royale, vassaux ou alliés aux rois Shang, qui ne rentrent donc pas dans les liens de sang soudant les plus hauts dignitaires du royaume (même s'ils peuvent être liés matrimonialement à la branche royale) et ne peuvent mener les rites ancestraux.

#### Grands lignages et pouvoirs locaux
Les différentes lignées rattachées au roi par des liens de sang ou des alliances fonctionnaient comme des entités politiques dont les membres étaient liés par des privilèges et des obligations. Les grands lignages du royaume semblent être une composante majeure de la société, organisés autour du culte de leurs ancêtres, et peut-être aussi de cimetières lignagers, tandis que certains pictogrammes sont interprétés comme des emblèmes claniques. Mais ils demeurent une réalité aux contours bien incertains en l'absence de sources plus explicite. Il apparaît en tout cas que leurs membres aidaient le roi lors des guerres ou des chasses qui réactivaient les liens entre les deux parties, et recevaient en échange une assistance militaire et religieuse, ou des présents voire des charges officielles. Les vassaux et alliés des Shang envoyaient des tributs sous forme d'animaux, notamment du bétail ou des carapaces de tortues utilisées lors des rituels divinatoires.
Les chefs des grands lignages disposaient en effet de leurs propres territoires dans les « Quatre Pays », avec leur propre centre urbain (ce qui fait qu'ils sont parfois qualifiés de « cités-États »), leurs moyens de productions et leurs troupes, et pouvaient se voir confier les expéditions militaires. Il semble qu'au fil du temps les plus puissants d'entre eux aient pu gagner en autonomie, voire se rendre indépendants du roi Shang. Il est donc difficile d'apprécier exactement quelles étaient les fonctions et le statut des dignitaires qui apparaissent dans de nombreux textes, si tant est que ces titres aient impliqué un rôle précis. Sont ainsi attestés les hou, titre couramment traduit par « marquis » et qui semble lié à l'origine à la pratique du tir à l'arc, leur détenteur ayant peut-être un rôle spécifique dans la chasse ou la guerre, ou encore les bo (« comte ») qui sont apparemment installés dans des localités éloignées du centre. Ces titres sont en tout cas promis à une grande postérité sous les Zhou. C'est dans ce groupe que se recrutent les spécialistes de divination, et ceux susceptibles d'aider au fonctionnement de l'administration royale, ou du moins constituer un relais pour l'autorité royale dans le territoire qu'elle dominait,.

#### Guerre et chasse
La faiblesse de l'administration Shang et le caractère fluctuant du pouvoir des souverains impliquait de leur part diverses pratiques visant à raffermir régulièrement leur autorité et leurs liens avec leurs vassaux et alliés. La fréquence des expéditions militaires et des chasses dans les inscriptions oraculaires indique qu'elles étaient un vecteur primordial de l'exercice du pouvoir royal, qui a donc un aspect itinérant très marqué.
|                                                                       |  |  |
| Lames en bronze de haches-poignards et de lances de la période Shang. |  |  |

Plusieurs inscriptions oraculaires attestent d'expéditions militaires, menées par le souverain en personne ou plus souvent par les chefs des grands lignages princiers (Qin et Qiao notamment). Les troupes mobilisées semblent généralement limitées à 3 000 ou 5 000 hommes, même si elles ont atteint 10 000 unités pour une certaine expédition. Le gros des troupes consistait en des fantassins équipés d'armes en bronze (haches-poignards, hallebardes, flèches, lances), recrutés parmi les dépendants (zhong ou ren) des rois Shang et des différents lignages. Les unités d'élites étaient les chars, encadrés par les officiers. Le char léger tiré par des chevaux apparaît dans les tombes de la période d'Anyang. Il dispose de deux grandes roues à rayons reliées par une barre axiale qui supporte une caisse carrée, qui est généralement de dimensions plus larges que les modèles contemporains du Moyen-Orient ; du reste l'utilisation des modèles connus par l'archéologie au cours de combats n'est pas assurée, vu qu'ils ont pu être destinés à des parades. Il apparaît en tout cas que l'emploi de cette arme nécessitait des équipages et des chevaux entraînés, suivant une pratique qui a dû être importée depuis les steppes occidentales à cette période ou un peu avant, apportant progressivement des changements aux techniques de combat. L'activité guerrière semble plutôt se solder par des razzias ou le versement d'un tribut. Elle s'inscrivait aussi dans l'univers symbolique de la période : elle faisait l'objet de nombreuses consultations oraculaires, et le butin pouvait être offert aux esprits, jusqu'aux prisonniers de guerre qui étaient sacrifiés lors des rituels les plus somptueux.

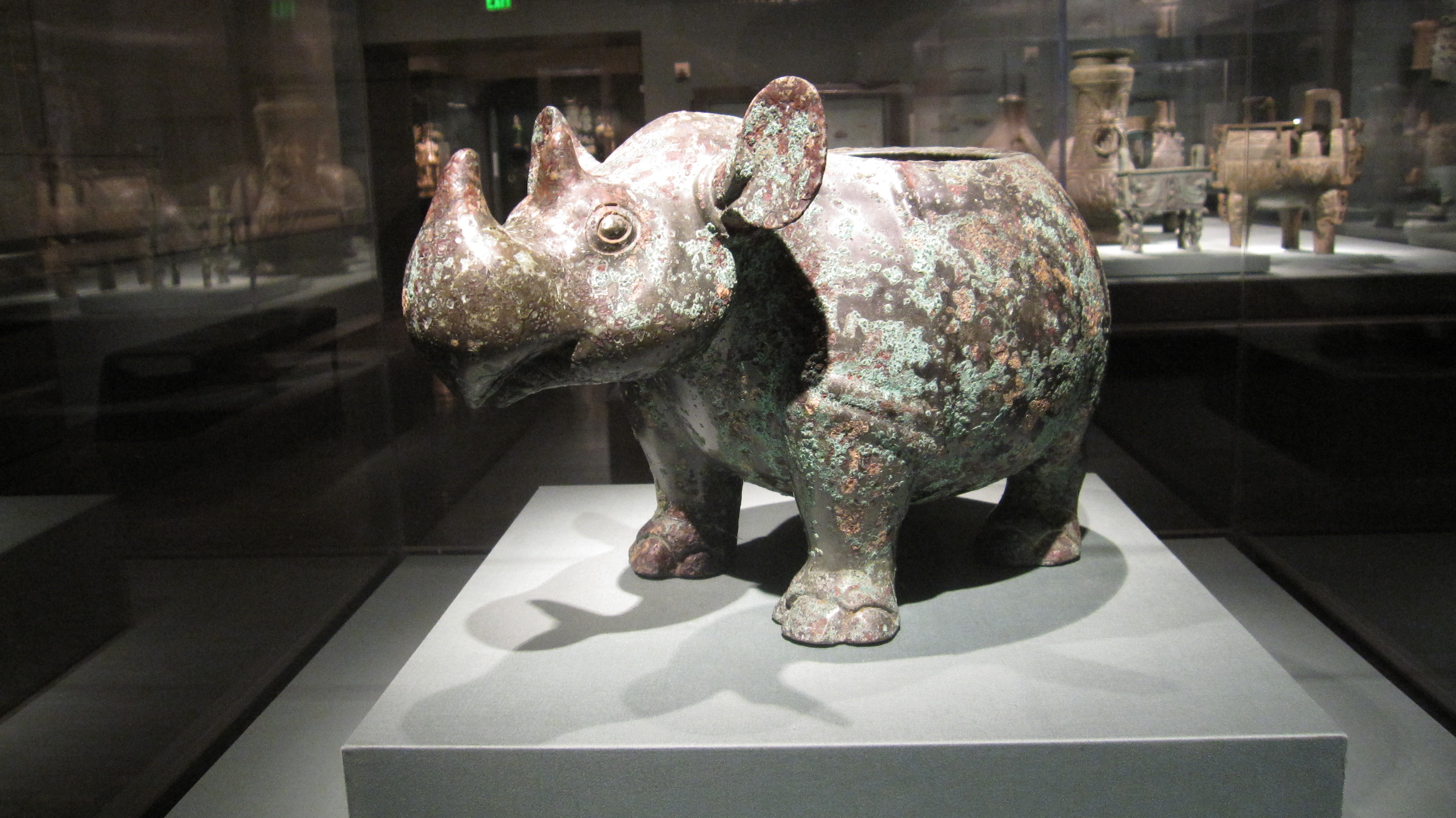
Vase rituel zun en forme de rhinocéros, attestant de la présence de cet animal dans la Chine des Shang.

Les élites du royaume Shang qui dirigeaient les troupes au combat pratiquaient aussi régulièrement la chasse, activité très courante dans les inscriptions oraculaires. Comme souvent, la chasse est un prolongement de la guerre. Elle joue donc un rôle politique dans la cohésion du royaume : pour accomplir ses chasses, le roi se déplace dans les territoires placés sous sa domination et réactive ainsi ses liens avec ses alliés. Cette activité a sans doute aussi un rôle symbolique qui la rapproche d'un rituel. L'importance des zones non défrichées à cette période donnait accès à de vastes terrains de chasse (maquis, forêts, marécages) regorgeant d'animaux sauvages : oiseaux, cervidés, félins, ours, sangliers, loups, renards, etc. et même des animaux disparus depuis dans ces régions comme des rhinocéros, des buffles, des antilopes et même parfois des éléphants, attestés par les restes d'ossements retrouvés sur les sites d'Anyang ainsi que des objets d'art de la période (notamment des vases zoomorphes). Les chasses royales étaient menées comme des campagnes militaires et leur butin (destiné notamment aux sacrifices) pouvait être impressionnant. Durant l'une d'elles, Wu Ding captura un tigre, 40 cerfs, 150 biches et 164 renards.

#### La nature de l'administration
Les charges administratives attestées dans les textes n'ont sans doute pas eu de contours rigides, la haute administration des rois Shang étant peu spécialisée et reposant avant tout sur des connexions familiales et personnelles, en dépit de l'usage qui voulait que la nomination d'un officier soit approuvée par les esprits après une consultation oraculaire. Selon D. Keightely, la gestion des affaires du royaume, et notamment du domaine royal et de ses dépendants, nécessitait cependant la présence d'une administration gestionnaire qui soit capable de mener des opérations d'enregistrement et de comptabilité des biens stockés ou circulant. Les prises de guerre devaient également faire l'objet d'une supervision avant leur utilisation ou leur redistribution. Il n'est cependant pas clair que des fonctions administratives aient jamais été clairement définies, et il est probable que des structures administratives complexes ne soient apparues que durant les derniers temps des Shang, avant d'être développées par leurs successeurs Zhou.
L'État d'Anyang est donc plus couramment vu comme un groupement de cités-États dominées par le centre Shang (en admettant qu'il existe une capitale permanente), ou plutôt (en particulier à la suite des travaux de D. Keightley) comme une coalition potentiellement fluctuante de lignages centralisés autour de la personne du souverain, suivant un modèle ressemblant à celui des sociétés segmentaires. Ces deux cas envisagent donc la domination « patrimoniale » de divers groupes sur un territoire limité et une « proto-bureaucratie », le monarque Shang n'étant que l'entité la plus puissante parmi d'autres entités politiques autonomes. Pour K. C. Chang, qui développe une même vision limitée du pouvoir des rois Shang, ceux-ci ont surtout une autorité religieuse, liée au chamanisme. Les sites urbains sont surtout vus comme des centres cultuels, car il ne s'agirait pas de véritables centres de commandement avec une administration puissante dans lesquels le roi résiderait en permanence, en raison de ses déplacements constants, notamment pour des expéditions militaires et des chasses. En l'absence d'un réseau administratif solide et pérenne, l'espace dominé par les souverains Shang a vraisemblablement beaucoup fluctué au cours du temps, en fonction de leur autorité militaire. À l'inverse, il est parfois proposé (notamment par les archéologues chinois qui s'éloignent le moins de l'historiographie traditionnelle) que le royaume Shang soit un véritable État territorial contrôlé par plusieurs sites urbains servant de centres de commandement, et dominant une large partie de la Chine centrale. Du point de vue de la documentation archéologique, le modèle d'État territorial semble néanmoins plus en accord avec ce qui est observé pour la phase d'Erligang que pour la phase d'Anyang qui arrive après un processus de fragmentation culturelle et sans doute aussi politique.

### Pratiques religieuses

#### Le panthéon royal: esprits de la nature, seigneurs antiques et ancêtres dynastiques

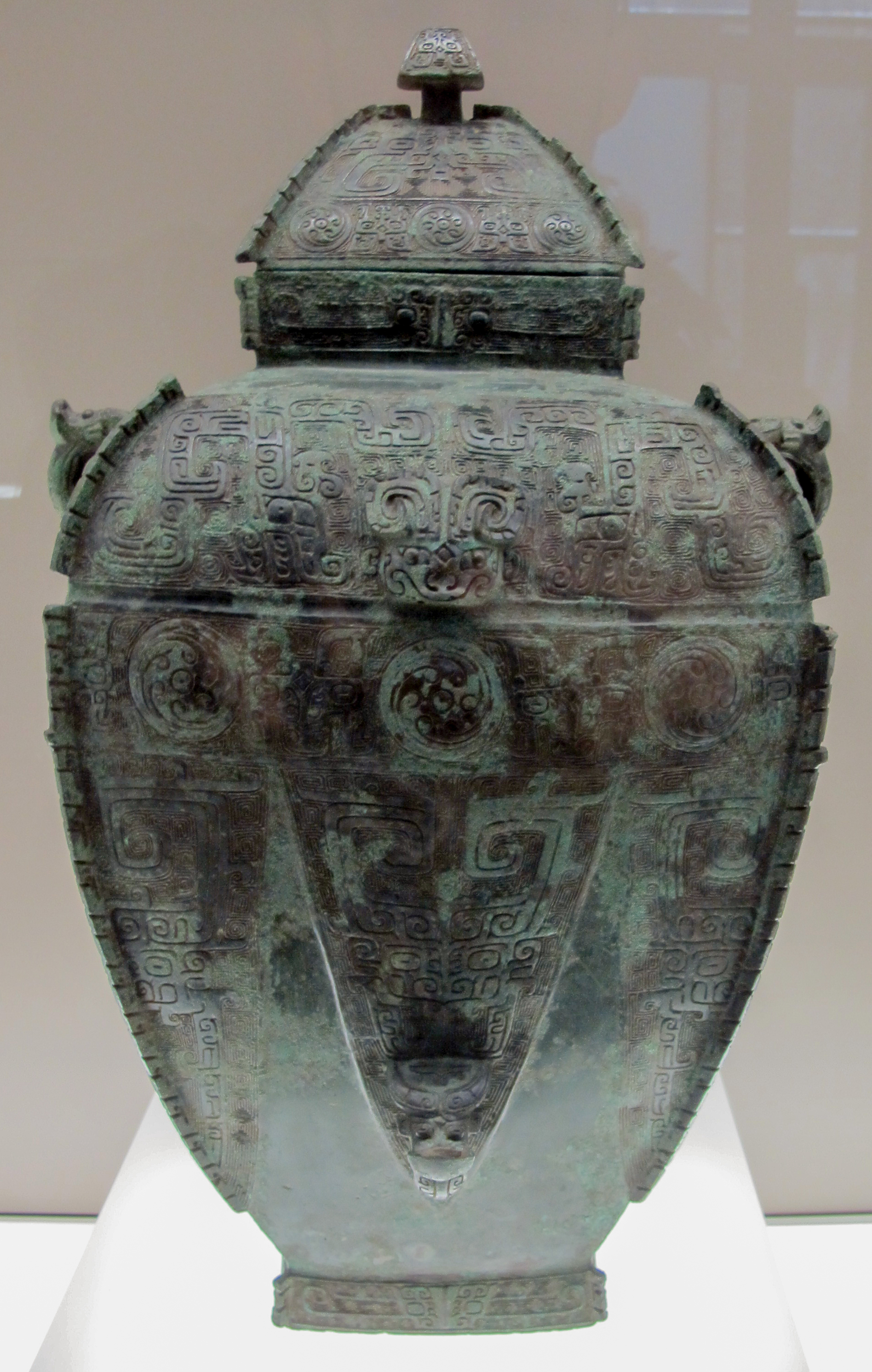
Vase fanglei. Dynastie Shang. XIIe siècle avant notre ère. Bronze, H. 48.3 cm. Musée Cernuschi.

Suivant la distinction proposée par D. Keightley, on peut regrouper les esprits du panthéon des rois Shang en deux groupes : ceux qui sont considérés comme des ancêtres du lignage de la dynastie royale, et ceux qui n'ont pas de lien évident avec celui-ci. On y trouve déjà un monde des esprits caractéristique de la Chine antique, organisé autour de forces de la nature, et d'humains réels ou imaginaires qui ont reçu un statut divin après leur mort.
Parmi le groupe des esprits sans lien ancestral évident avec la dynastie se trouve celui qui est apparemment le dieu suprême des Shang, Di ou Shang Di, le « Haut Seigneur » ou « Souverain d'en haut ». Il ne semble pas avoir le caractère d'ancêtre dynastique bien qu'il ait partagé certains pouvoirs avec les ancêtres royaux, comme celui d'apporter la maladie. Les devins le consultaient peu, alors qu'ils s'adressaient très souvent aux ancêtres royaux. Sa capacité à causer des désastres montre qu'il n’avait rien de tutélaire. Il commandait à la pluie, au tonnerre ou aux vents. Il exerçait aussi une action sur les récoltes et sur la guerre, et peut-être un aspect céleste préfigurant le Ciel (Tian) des Zhou. Parmi ce groupe non-ancestral et à un niveau inférieur, les textes évoquent des divinités généralement interprétées comme des puissances de la nature, en premier lieu He le fleuve Jaune, les montagnes sacrées (notamment le Mont Song), et de façon plus incertaine (les textes oraculaires étant difficiles à interpréter) Tu le Sol, les points cardinaux, et peut-être aussi Ri le Soleil. Venaient ensuite les « Premiers Seigneurs », tels que Nao, Wang Hai, Kui ou Yi Yin. De même que Di ou que les Puissances Naturelles, certains de ces Seigneurs avaient pouvoir sur le temps, les récoltes ou la guerre. En revanche, contrairement aux ancêtres, ils n’intervenaient pas dans les affaires personnelles du roi : la divination par les jiagu, la santé ou les naissances. Les textes mythologiques chinois ont conservé des souvenirs de Wang Hai et de Yi Yin. Le second serait un ministre de Tang le Victorieux, fondateur mythique de la dynastie Shang. Peut-être les Premiers Seigneurs étaient-ils comme lui des dignitaires des premiers rois Shang, sans lien de parenté avec eux mais auxquels un culte avait été accordé.
Les affaires personnelles du roi étaient sous la responsabilité des ancêtres pré-dynastiques supposés avoir dirigé les Shang avant leur prise de pouvoir, avant tout l'ancêtre dynastique Shang Jia, et les ancêtres royaux qui leur ont succédé, là encore dominés par la figure du fondateur, Tang le Victorieux (Da Yi dans les textes oraculaires). Les épouses des ancêtres royaux en ligne directe jouaient également un rôle. Le champ de compétence des ancêtres dynastiques est avant tout lié à la sphère royale et les affaires du royaume, mais ils peuvent également avoir une influence sur des éléments naturels.
En dehors du cercle royal, le panthéon et les pratiques cultuelles sont mal connus, mais il apparaît tout de même que le culte des grandes familles du royaume ne s'adresse pas aux mêmes esprits que le culte royal, peut-être parce que les souverains ont eu le monopole du culte envers les esprits majeurs. Le lot d'environ 500 textes oraculaires exhumé à Huayuanzhuang, produit par un lignage princier, ainsi que des inscriptions isolées reliées à d'autres princes ne contiennent pas d'invocation des ancêtres de la dynastie Shang, ni même des forces de la nature courantes dans les oracles royaux ou même de Di, mais s'adressent aux ancêtres du lignage princier et concernent des questions intéressant les affaires du lignage.

#### Le culte officiel: sacrifices et divination
| |  |  |
| Omoplate et plastron de tortue inscrits après avoir servi lors de procédures divinatoires lors de la période Shang. |  |  |

Les esprits ancestraux de la dynastie royale étaient les premiers destinataires du culte, les esprits de la nature, dont Di, semblant avoir de moins en moins d'importance dans le culte au cours du temps, pour une raison indéterminée. En tout cas ce culte est essentiel dans l'exercice et la légitimité de la royauté chez les Shang. Les ancêtres étaient vénérés dans des temples où ils étaient représentés par une tablette portant leur nom. Ils recevaient de somptueux sacrifices en grain, bière, des animaux (surtout domestiques) par dizaines, ainsi que des sacrifices humains dans de rares cas, attestés par les inscriptions oraculaires et les fosses sacrificielles mises au jour sur les sites Shang. Lors des cérémonies les plus fastes, les victimes se comptaient par dizaines : un texte rapporte ainsi l'offrande de 100 coupes de vins, 100 prisonniers du peuple Qiang, 300 bovins, 300 moutons et 300 cochons en l'honneur de trois ancêtres royaux. Le déroulement des rituels est mal connu. Certains noms de sacrifice donnent cependant des indications sur leur déroulement : « crémation » (liao), « immersion » (chen) ou encore « inhumation » (mai), signifiant peut-être qu'ils sont respectivement destinés à des esprits célestes, aquatiques et chthoniens. Quoi qu'il en soit, la préparation et la présentation des offrandes alimentaires et des boissons se faisait dans les vases en bronze rituels caractéristiques de l'artisanat Shang, chaque forme ayant une fonction précise. À cette période les types de vases les plus courants sont ceux destinés aux boissons fermentées. Le but de ces rituels était d'obtenir diverses faveurs : pluie, bonnes récoltes, victoires militaires, lutte contre des esprits malfaisants, etc. Le culte des ancêtres dynastiques suivait un calendrier précis, qui devient de plus en plus rigide et formalisé au cours du temps, étant notamment organisé autour d'une semaine de dix jours, chacun consacré à des esprits ancestraux précis, et d'un cycle de cinq types de rituels appelés yi, ji, zai, xie et yong.
La principale activité cultuelle attestée pour la période d'Anyang est celle qui a livré le plus de documents épigraphiques (que l'on désigne aujourd'hui sous le terme de jiaguwen, « inscriptions sur écailles et os ») : la divination par les omoplates de bœufs (ostéomancie ou scapulomancie) et secondairement par les carapaces de tortue (chéloniomancie). Une question était posée à un esprit, puis le support divinatoire qui avait été nettoyé et poli au préalable puis percé de cavités était porté sous une flamme qui provoquait des craquelures en forme de « T » autour des cavités, qu'un devin devait ensuite interpréter pour y lire la réponse donnée par l'esprit invoqué. Les sujets abordés étaient très variés : surtout relatifs aux sacrifices, mais aussi aux récoltes, pluies, désastres, opérations militaires, alliances, naissances, rêves, maladies, voyages, tributs, etc., en gros tout ce qui intéressait les affaires royales. Si cette forme de divination existait avant le XIIe siècle, un grand changement du règne de Wu Ding est le fait qu'on y inscrivait une sorte de compte-rendu de la procédure. L'inscription comprend plusieurs éléments : au début la date de la procédure, parfois le lieu et le nom de l'exécutant (la « préface » suivant la terminologie moderne) puis le sujet du rituel (la « charge »), et dans de rares cas l'interprétation faite par le roi (le « pronostic ») et éventuellement ce qui s'est effectivement passé (la « vérification »). Dans les cas les plus complets qui enregistrent des informations sur plusieurs jours voire des mois (jusqu'à la vérification), cela implique que l'inscription divinatoire fonctionne comme une sorte de « carnet de notes » des devins, qui conservaient une trace de leurs anciens oracles pour ensuite y ajouter leurs observations suivantes ou les copier sur un nouveau support en y ajoutant d'autres informations. Le roi Wu Ding a pu être à l'origine de l'essor de cette forme de divination, si l'on en juge par le fait que cette période a produit une grande partie des inscriptions oraculaires connues aujourd'hui. Par la suite, ces pratiques divinatoires semblent devenir routinières et être systématisées, les esprits se voyant adresser essentiellement des questions sur les rituels qu'ils allaient recevoir. Les rois, qui semblaient eux-mêmes jouer le rôle de devins, étaient aussi assistés par d'autres spécialistes les aidant à interpréter les rituels divinatoires (les wu, terme traduit par « chamane » pour les époques postérieures). Ces devins ont pu être divisés par les chercheurs modernes en plusieurs groupes ayant chacun leurs spécificités, notamment dans la façon de conduire le rituel.
Des pratiques divinatoires alternatives à la forme apparemment dominante pouvaient être pratiquées à la cour des rois Shang : l'astrologie ainsi qu'une forme archaïque de divination par l'achillée millefeuille, très courante à la période Zhou. Parmi les autres pratiques qui ont pu être recherchées dans la documentation de cette période se trouve le chamanisme. Plusieurs textes comportent le terme wu, qui désigne aux périodes postérieures des sortes de chamans, ou du moins des spécialistes de rituels, mais leur rôle pour l'époque Shang n'est pas clair. D'un autre côté il a été avancé que l'importance des animaux dans l'art, en particulier les vases zoomorphes et le motif du taotie, pourrait symboliser de telles pratiques rituelles, dans lesquelles l'animal est souvent vu comme un intermédiaire entre le monde des humains et celui des divinités (contre la vision dominante selon laquelle les motifs animaliers n'ont aucun sens religieux). Mais cela reste incertain.

#### Pratiques funéraires des élites

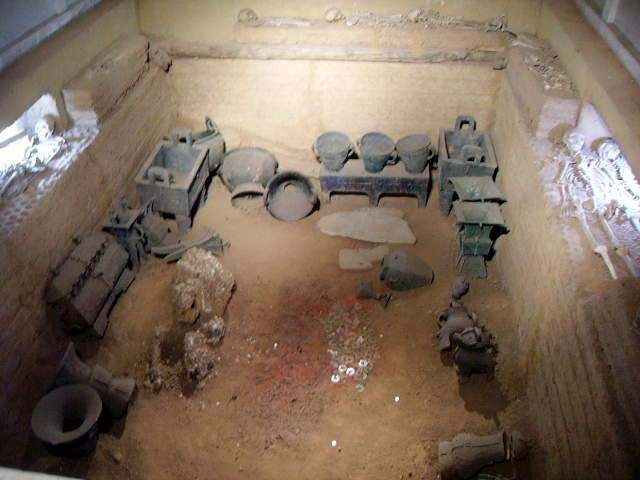
Chambre funéraire de la tombe de la reine Fu Hao avec son mobilier et les morts d'accompagnement aux extrémités.

Les pratiques funéraires des rois Shang sont bien connues grâce aux tombes dégagées au complexe funéraire de Xibeigang à Anyang. Elles sont organisées en deux groupes de sept et cinq tombes royales de plan cruciforme et orientées nord-sud, comprenant en leur centre un puits funéraire quadrangulaire accessible par des rampes. Le cœur de la tombe est la chambre funéraire en bois, entourée de fosses et de plates-formes où étaient disposés les objets et humains accompagnant le défunt. Elles étaient surmontées d'un temple servant à leur culte ancestral, selon la croyance suivant laquelle ils intégraient le monde des esprits ancestraux après leur mort et devaient donc être pris en compte par leurs successeurs vivants.
Les morts sont accompagnés par des objets funéraires reflétant le prestige qu'ils ont eu de leur vivant. Les tombes royales ont toutes été pillées dans l'Antiquité et n'ont livré qu'un matériel funéraire très limité. Seule la petite tombe de la reine Fu Hao, épouse de Wu Ding, a été retrouvée intacte, et a livré un matériel impressionnant qui laisse songeur quant à celui que devaient renfermer les grandes tombes royales : plus de 200 vases rituels en bronze, environ 130 armes en bronze, une vingtaine de cloches en bronze, des épingles à cheveux, ainsi que des centaines d'autres objets à fonction protectrice en jade et en cauris. Le matériel funéraire des tombes de la couche inférieure des élites est bien moins prestigieux, consistant au mieux en quelques vases rituels en bronze, des armes, des objets en jade et de la céramique.
Les défunts des élites supérieures étaient également accompagnés par des humains sacrifiés, qui peuvent être regroupés en deux catégories dans les tombes royales. Le premier groupe consiste en des personnes enterrées individuellement à proximité de la chambre funéraire, avec des armes et souvent des vases rituels. Ce seraient des serviteurs proches du roi qui ont eu l'« honneur » de l'accompagner dans la mort afin de continuer à le protéger. Ce principe explique également le fait que les défunts royaux soient accompagnés par des chars, des chevaux ainsi que des chiens. Un autre groupe de sacrifiés, des hommes souvent décapités ou démembrés voire enterrés vivants et disposés de façon peu ordonnée dans des puits funéraires sans matériel, est interprété comme des humains mis à mort lors des funérailles, choisis sans doute surtout parmi des prisonniers de guerre. Ils ont un statut similaire à celui des animaux offerts au défunt lors de ces funérailles. Les sacrifices humains lors de la mort d'un roi pouvaient atteindre des proportions considérables, puisque les fosses sacrificielles d'une tombe comportent environ 1 200 cadavres.

### Économie et société

#### Agriculture et paysannerie
Les inscriptions oraculaires donnent beaucoup plus de renseignements sur la vie des rois et de leur entourage que sur celle du peuple, et en particulier sur les activités agricoles qui étaient au centre des préoccupations. Les paysans vivaient dans des agglomérations (ye), sans doute des sortes de hameaux, entourés de champs (tian). Ils cultivaient principalement des céréales : le millet (shu ou he) est le plus présent, mais aussi le blé ou l'orge. Les études paléobotaniques et paléoclimatiques semblent indiquer que le climat du Henan était alors plus humide et chaud que de nos jours, ce qui devait allonger la saison végétative. Le roi disposait d'un vaste domaine royal qu'il confiait à des paysans encadrés par des officiers qui supervisaient leurs travaux et la circulation des productions. Le matériel agricole est alors assez fruste : faucilles et houes en pierre, bêches en bois ; le palais royal fournissait lui-même les outils à ses dépendants, comme l'a révélé la mise au jour d'un dépôt d'une centaine de faucilles.
Le même mot, tian, désignait les champs et la chasse, sans doute parce que les territoires agricoles étaient aussi des territoires de chasse. La Chine du Nord était alors beaucoup plus boisée, elle était défrichée lors de grandes opérations menées par des dignitaires qui nécessitaient une organisation poussée et s'accompagnaient d'expéditions de chasse : on faisait sortir le gibier des forêts grâce à des feux, qui ouvraient en même temps de nouveaux champs. L'extension des terres cultivées pouvait aussi passer par le drainage des zones basses.
L'élevage était une aussi activité importante, elle apparaît surtout par le biais des sacrifices, qui concernaient surtout des animaux domestiques, parfois abattus par dizaines : bovins, moutons, chiens, porcs et chevaux essentiellement. Là encore, le roi disposait de vastes terres de pâture (mu) encadrées par ses officiers, disposant de grandes richesses. Mais il mobilisait aussi ses alliés et vassaux qui lui donnaient des bêtes par le biais du tribut, essentiel pour l'approvisionnement de la cour royale en denrées diverses.

#### Peuple des sites «urbains» et artisanat
Il y avait une séparation très nette entre la noblesse (comprenant surtout la famille royale et ses familles alliées) et le peuple. Les nobles occupaient des sites urbains centrés autour de leurs palais, ceux désignés notamment par l'expression « grande ville » (da yi), en particulier la ville royale, la « Grande ville Shang ». Ils se consacraient exclusivement aux activités religieuses, à la chasse et à la guerre. Ces cités étaient de petite taille en dehors des villes royales. On ne connaît pas la densité du bâti vu que les fouilles se sont concentrées sur les nécropoles et les centres politiques religieux, donc les lieux des élites. Dans une moindre mesure plusieurs ateliers ont été mis au jour, renseignant sur l'artisanat de cette période : des lieux de travail du métal ont été identifiés, avec une séparation entre la production de vases rituels en bronze et celle des outils et armes. Des ateliers de travail de l'os, matériau essentiel à cette période, ont également été repérés. Le travail de la céramique occupait lui aussi une place importante. Ces activités se déroulaient sous le contrôle de l'administration royale.

#### Le statut des serviteurs du roi et des dépendants
L'organisation économique du royaume pose la question du statut social des personnes impliquées, qui n'est jamais explicité dans la documentation disponible. Les officiers encadrant les différents secteurs de l'administration sont manifestement issus des lignages nobles. Les dépendants mobilisés par le pouvoir royal pour les différents travaux ou les expéditions militaires sont désignés par les termes zhong (« multitude ») ou ren (« homme »), dont la signification exacte est mal définie. Les premiers semblent plus directement rattachés au lignage royal ou à ceux des nobles, puisqu'ils sont à plusieurs reprises dirigés par les membres de ceux-ci ; ils semblent plus spécialisés que les seconds, qui semblent plus nombreux. Quoi qu'il en soit, aucune de ces catégories ne semble répondre au qualificatif d'« esclave », pas plus que les personnes sacrifiées pour accompagner les défunts royaux. Les textes et les sépultures illustrent une société traversée par des liens de dépendance de nature personnelle, les personnages les plus puissants ayant leurs serviteurs proches (notamment des gardes et cochers), puis d'autres serviteurs de moindre statut tandis que les humains sacrifiés en plus grand nombre sont plutôt des prisonniers de guerre, provenant notamment des pays étrangers (fang), peut-être des sortes de « Barbares » aux yeux des gens du royaume Shang.

### Les débuts de l'écriture chinoise

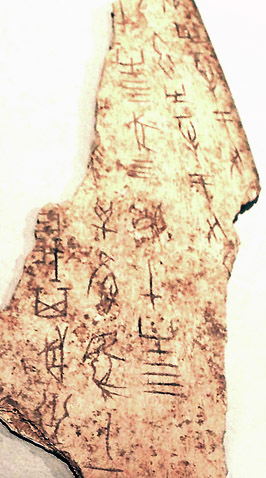
Inscription oraculaire sur une omoplate de la période Shang, Linden-Museum de Stuttgart.

#### Nature de la documentation: des textes religieux
La région d'Anyang (surtout le site de Xiaotun) a livré les plus anciens exemples connus de l'écriture chinoise, datés du début du XIIe siècle, sous le règne de Wu Ding, et a le quasi-monopole des inscriptions de cette période puisque seuls quelques exemples isolés ont été découverts sur un autre site, Daxinzhuang dans le Shandong.
Les textes d'Anyang sont surtout composés de plus de 200 000 inscriptions courtes inscrites sur des omoplates de bétail et des carapaces ou plastrons de tortue à la suite de procédures oraculaires, que l'on qualifie de jiaguwen (« inscriptions sur os et écailles »), servant à enregistrer les questions posées, parfois l'accomplissement des prédictions et d'autres annotations (comme la réponse favorable ou non favorable, l'ordre de la demande, la date). D'autres inscriptions apparaissent également sur quelques objets en bronze inscrits, du jade, de la pierre, de la poterie et il est vraisemblable que des lamelles en bois, bambou ou autres matériaux périssables (peaux ?) aient été peintes avec des caractères écrits dès cette période, mais elles ont disparu depuis bien longtemps. Les inscriptions connues sont relatives à la pratique divinatoire ou bien aux sacrifices ancestraux. Suivant certains, elles traduisent surtout la volonté de commémorer et rendre public l'acte cultuel. Mais le fait que les inscriptions divinatoires ne se retrouvent pas sur tous les supports en os et écailles ayant servi à des oracles impliquerait selon d'autres un processus de sélection, et donc dans une certaine mesure une volonté d'archivage d'oracles, sélectionnant ceux qui concernent ce qui touche de près à l'activité du souverain. Il est du reste probable que les sources à notre disposition ne représentent pas toute la documentation écrite effectivement produite sous les Shang, qui devait comprendre des textes relatifs à des activités profanes.

#### La question des origines de l'écriture en Chine
Les origines de l'écriture de l'époque des Shang restent donc très incertaines. L'existence de formes antérieures d'écriture sur des sites chinois est discutée. On connaît depuis longtemps des symboles présents sur des sites néolithiques de la culture de Yangshao (IVe millénaire av. J.-C.), qui ont pu être interprétés comme servant à identifier des clans, mais qui ne sont pas assez nombreux pour constituer un système d'écriture. En revanche, des trouvailles plus récentes pourraient bien faire remonter les premières formes d'écritures chinoises bien plus haut dans le temps que ce qui était estimé précédemment. Il s'agit de signes d'aspect pictographiques, regroupés sur deux à cinq colonnes, attestés sur le site de Dongging, relevant de la culture de Longshan (2900-1900) et à Longqiu, site de la culture de Liangzhu (3300-2000). S'il s'agissait bien de systèmes d'écriture, ils ne sont pas forcément des ancêtres du système attesté un millénaire plus tard. D'autres trouvailles sont nécessaires pour en savoir plus. Par exemple, Robert Bagley estime qu'il y a bien eu des premières formes d'écritures ou de pré-écritures avant le règne de Wu Ding, malgré l'absence de documentation. Un autre débat portant sur les origines de l'écriture chinoise concerne l'éventualité d'une inspiration d'origine extérieure. Une autre possibilité est que l'écriture ait été inventée de façon soudaine, sous le règne de Wu Ding. Le développement de l'écriture des Shang semble en tout cas autochtone, car ce système est tout à fait en adéquation avec la langue chinoise et ne semble pas dérivé d'un autre système.
Le développement de l'écriture sous les Shang semble lié à l'activité divinatoire. Cette mise par écrit correspond au règne de Wu Ding, qui a laissé l'image d'un réformateur dans l'historiographie chinoise. S'il n'a pas forcément patronné son invention, il paraît avoir joué un rôle dans son développement pour la pratique divinatoire, et le corpus des textes connus pour la période d'Anyang est en grande partie daté de son règne. Il reste possible qu'il s'agisse d'une invention soudaine, reprenant les signes déjà présents dans des formes antérieures de pré-écritures puis en se servant de cette base pour l'étendre de façon à transcrire tous les mots de la langue chinoise (donc un système d'écriture complet, à la condition qu'il n'en ait pas existé auparavant). Suivant certains, l'écriture aurait dans ce cas été créée à des fins religieuses, pour communiquer avec le monde des esprits. Ceux qui sont partisans d'une élaboration antérieure et de façon progressive proposent parfois qu'elle ait été inventée pour d'autres usages (administration, communication entre les hommes), comme en Mésopotamie, mais que cette documentation ait été sur support périssable.

#### Un vaste répertoire de caractères

Exemples de pictogrammes de l'écriture de l'époque Shang (après rotation de 90°), de gauche à droite : 馬/马 mǎ « cheval », 虎 hǔ « tigre », 豕 shĭ « porc », 犬 quǎn « chien », 鼠 shǔ « rat/souris », 象 xiàng « éléphant », 豸 zhì « bête de proie », 龜/龟 guī "tortue", 爿 qiáng « table basse » (de nos jours 床 chuáng), 為/为 wèi « diriger » (de nos jours « pour »), et 疾 jí « maladie ».

L'écriture telle qu'elle apparaît dans les plus anciens textes connus présente déjà les traits généraux de l'écriture chinoise : il s'agit d'un répertoire de plusieurs milliers de caractères (5 000 selon les estimations hautes) souvent remarquablement exécutés, dans des styles distincts dérivant des deux techniques d'écriture, au pinceau ou par incision. Le tracé des caractères diffère suffisamment de ceux des périodes postérieures pour rendre leur compréhension difficile, et de nombreux signes n'ont pas eu de postérité, beaucoup n'étant attestés qu'une fois. Environ 2 000 signes sont compris avec certitude, ce qui permet de comprendre environ 60 à 70 % des énoncés.
Les caractères chinois sont de divers types, renvoyant chacun à des mots de la langue chinoise de l'époque des Shang (qui est très mal connue, ce qui complexifie le déchiffrement), ce qui explique bien le choix de caractères. Il y a d'abord des caractères simples. Certains ont une origine figurative, pictographique (proches du dessin de la chose qu'ils veulent représenter) : le « soleil » était à l'origine un rond avec un point au centre ; comme beaucoup de signes, il a depuis évolué et est assez éloigné de son aspect originel (forme classique 日). D'autres indiquent des éléments abstraits (« en haut » et « en bas » par exemple), des marques grammaticales, des chiffres. L'aspect phonétique des signes est présent dès les premières formes attestées, puisque certains caractères sont transposés pour désigner un homophone du mot qu'ils désignent en priorité, suivant le principe du rébus (le signe « porter sur le dos », hé, est ainsi employé pour désigner le pronom quoi, hé). Existent également des signes polyphoniques, représentant deux mots se prononçant différemment. La majorité des caractères était de type complexe, constitués par la combinaison de caractères simples : l'association du « couteau » et du « nez » signifie le « châtiment de couper le nez » (yí) ; d'autres associations de pictogrammes permettent d'obtenir des signes ayant un sens plus complexe, dérivé de celui des signes initiaux, comme celui de l'« armée/le fait militaire » (wŭ) associant le « pied » et la « hache-hallebarde », désignant peut-être à l'origine l'« armée en marche ». En général, ils associent un élément phonétique à un déterminatif ou clef qui précise le sens du caractère en le rattachant à une classe de termes, utile notamment pour distinguer deux homophones. Le déterminatif est beaucoup utilisé pour distinguer le genre (un signe pour désigner le mâle et la femelle de différentes catégories d'animaux). Ce système prend bien en compte les caractéristiques de la langue chinoise, majoritairement constituée de termes monosyllabiques et disposant de nombreux homophones.

## Arts
Les réalisations artistiques de la période de l'âge du Bronze ancien sont dominées par les objets en bronze, avant tous les vases rituels réalisés en grande quantité avec la technique de la fonte, qui connaissent un développement considérable au IIe millénaire au point de devenir la forme d'art reflétant le plus le prestige des élites, statut qu'ils conservent durant la majeure partie du Ier millénaire. Se forme ainsi une des singularités de la Chine ancienne, la préférence pour des réalisations en bronze et non dans des métaux plus rares comme l'or ou l'argent. Les artisans de cette période travaillent également d'autres matières, et produisent des objets remarquables en jade ou en céramique, mais aussi en ivoire. Plusieurs foyers artistiques cohabitent, notamment durant la seconde moitié du IIe millénaire qui voit l'affirmation de traditions régionales produisant des objets originaux d'une grande qualité. Il n'y a donc pas d'influence dominante ni de supériorité technique pour le royaume Shang d'Anyang.

### Une civilisation du bronze

#### Origines et premiers développements
| L'évolution des matières et des décors sur une même forme, le tripode jue, au cours de l'âge du Bronze ancien ; de gauche à droite : exemplaires en céramique et en bronze de la période d'Erlitou sans décor, et exemplaire en bronze de la période d'Erligang décoré d'un taotie. |  | L'évolution des matières et des décors sur une même forme, le tripode jue, au cours de l'âge du Bronze ancien ; de gauche à droite : exemplaires en céramique et en bronze de la période d'Erlitou sans décor, et exemplaire en bronze de la période d'Erligang décoré d'un taotie. |  | L'évolution des matières et des décors sur une même forme, le tripode jue, au cours de l'âge du Bronze ancien ; de gauche à droite : exemplaires en céramique et en bronze de la période d'Erlitou sans décor, et exemplaire en bronze de la période d'Erligang décoré d'un taotie. |
| L'évolution des matières et des décors sur une même forme, le tripode jue, au cours de l'âge du Bronze ancien ; de gauche à droite : exemplaires en céramique et en bronze de la période d'Erlitou sans décor, et exemplaire en bronze de la période d'Erligang décoré d'un taotie. |  | |  | |

La métallurgie se développe en Chine à la fin du IIIe millénaire sur les sites de la culture de Qijia, dans l'actuel Gansu, donc au nord-ouest de la Plaine centrale. Il s'agit alors d'objets en cuivre et de bronze. Des sites du début du IIe millénaire présentent les premiers cas d'objets en alliage de cuivre et d'étain et parfois de plomb, donc les premiers objets en bronze de Chine. Les modalités du développement de la métallurgie et de son adoption dans la Plaine centrale sont mal établies : s'agit-il d'un mouvement de transmission d'ouest en est ou bien faut-il envisager plusieurs foyers ? Quoi qu'il en soit, le IIe millénaire voit la métallurgie du bronze supplanter l'art de la céramique qui était si remarquable durant les dernières périodes du Néolithique, et la Chine ancienne devient une véritable civilisation du bronze, la seule parmi les civilisations antiques à placer ce métal au premier rang, accordant moins d'importance à l'argent et à l'or. Les ressources pour produire le bronze étaient relativement abondantes : le cuivre se trouve dans de nombreuses régions, en particulier dans le Shanxi, le Gansu et le Moyen et le Bas Yangzi ; l'étain, moins courant, s'extrayait sans doute dans de petits filons disséminés dans la plaine du fleuve Jaune même si les plus grosses concentrations sont dans le sud (Yunnan, Guangxi, Guangdong) ; le plomb est accessible dans la vallée du fleuve Jaune mais pourrait avoir été aussi importé de régions situées loin au sud (Yunnan, Guizhou). Finalement, il semble que les métallurgistes des cultures d'Erlitou, d'Erligang et des Shang d'Anyang aient pu se procurer le minerai nécessaire dans les mines voisines, au Shanxi et dans la région du Moyen et du Bas Yangzi.
La métallurgie du bronze se développe à la période d'Erlitou (c. 2000-1600), avant tout attestée par divers types de vases rituels, reprenant des formes expérimentées dans la céramique, et également des cloches ou des outils et armes. Il s'agit déjà d'une métallurgie reposant sur la technique de la fonte dans des moules, qui atteste d'une forme rudimentaire d'organisation du travail, encadrée par des élites pour qui les vases rituels deviennent peu à peu des objets essentiels pour leur prestige. La production des objets en bronze prend une dimension supérieure à Zhengzhou à la période d'Erligang (1600-1300), pour passer à une organisation à grande échelle réalisant de grandes quantités d'objets aux formes de plus en plus complexes (grâce à la technique des moules à sections) et aux décors de plus en plus élaborés,.
Les objets en or sont surtout connus par les trouvailles de Sanxingdui, donc en dehors de la sphère Shang à proprement parler (voir plus bas). Une poignée d'objets en or, peut-être des masques funéraires, ont cependant été mis au jour en 2022 dans des tombes de Zhengzhou datant d'environ 1400 av. J.-C. (période d'Erligang).

#### Techniques métallurgiques
La période d'Anyang (c. 1250-1050) voit se poursuivre l'essor des techniques métallurgiques. Le matériel retrouvé dans la tombe de Fu Hao (début XIIe siècle) illustre un stade de maturité de l'art métallurgique de l'âge du Bronze ancien. Les artisans réalisent les objets suivant la technique de fonte et non pas le façonnage, privilégiant donc la méthode la moins économe en métal, sans doute parce qu'ils disposaient de matière première en abondance (à la différence des métallurgistes du Moyen-Orient qui ont opéré un choix inverse). Les plus anciens modèle d'objets en bronze sont coulés dans des moules en argile, sans doute réalisés à partir d'un modèle en terre cuite auquel ils sont appliqués avant de servir pour fondre des reproductions en métal. À partir de la période d'Erligang se développent les moules à sections constitués de plusieurs parties de moules correspondant à des parties de l'objet à fondre, qui sont reliés au moment de la fonte pour produire des formes complexes, notamment les vases tripodes caractéristiques de cette époque. Les artisans de la période suivante ajoutent à leur répertoire technique la fonte en coulées successives qui permet la réalisation d'objets encore plus élaborés, qui se développe surtout sous les Zhou. Au fil du temps les décors se complexifient également, et peuvent être reproduits aisément grâce à la technique des moules. Ce corps de techniques permet la mise au point d'un artisanat métallurgique à grande échelle produisant des objets relativement homogènes, mais en même temps d'une qualité remarquable,.

#### Les objets en bronze
La production en bronze de la période Shang est dominée par les vases rituels servant lors des sacrifices. Ils sont de formes très variées, qui ont fait l'objet d'une classification par les érudits chinois de la période des Song du Nord (960-1127 de notre ère), laquelle est encore utilisée en dépit de ses limites. Reposant sur l'observation des formes et aussi l'interprétation des inscriptions antiques, ils ont regroupé les vases en différentes catégories : ceux destinés aux boissons fermentées à base de céréales, à l'eau ou aux aliments, que ce soit pour leur cuisson ou leur présentation. Par exemple, les formes les plus répandues dans la tombe de Fu Hao sont les tripodes jue à deux anses et bec verseur, et les calices gu, ou d'autres pièces plus rares et massives, comme des yi ou des lei carrés et à couvercle (fangyi et fanglei), toutes ces pièces servant apparemment pour les offrandes en boissons fermentées (une confirmation de la réputation d'ivrognes dont les Zhou ont affublé les Shang ?), ainsi que d'autres formes encore moins courantes, illustrant la variété du répertoire des artisans de la période.
Les vases rituels de l'âge du Bronze ancien sont les descendants de céramiques antérieures dont ils reprennent souvent les formes. En revanche, ils se singularisent par leurs décors complexes obtenus grâce à l'incision des moules. L'apparition de moules à sections permet la réalisation de décors compartimentés reflétant l'utilisation de ces sections. Les décors de la période d'Erlitou sont simples et ne couvrent qu'une faible partie des vases, consistant souvent en de simples bandes, des lignes ou des points. Au cours de la période d'Erligang les décors sont de plus en plus complexes et les frises et autres motifs couvrent une plus grande partie des vases. Se développe également un motif caractéristique des bronzes de la Chine antique, appelé taotie, qui s'apparente à deux yeux fixes, comme un animal vu de face fixant les utilisateurs de l'objet d'un regard intense, motif dont l'origine exacte n'est pas déterminée. Le décor devient donc une composante essentielle du vase, notamment avec le développement des motifs animaliers sur les reliefs, mais aussi sur des anses ou des pieds en formes d'animaux. Finalement certains vases de la période d'Anyang sont entièrement zoomorphes, tradition qui se poursuit durant le début de la période suivante. Le sens de ces motifs animaliers est discuté : beaucoup considèrent que ce n'est qu'esthétique, suivant les propositions de M. Loehr, tandis que certains, en particulier K. C. Chang, pensent que cela renvoie à des croyances et pratiques religieuses de type chamanistique dans lesquelles l'animal joue un rôle important.

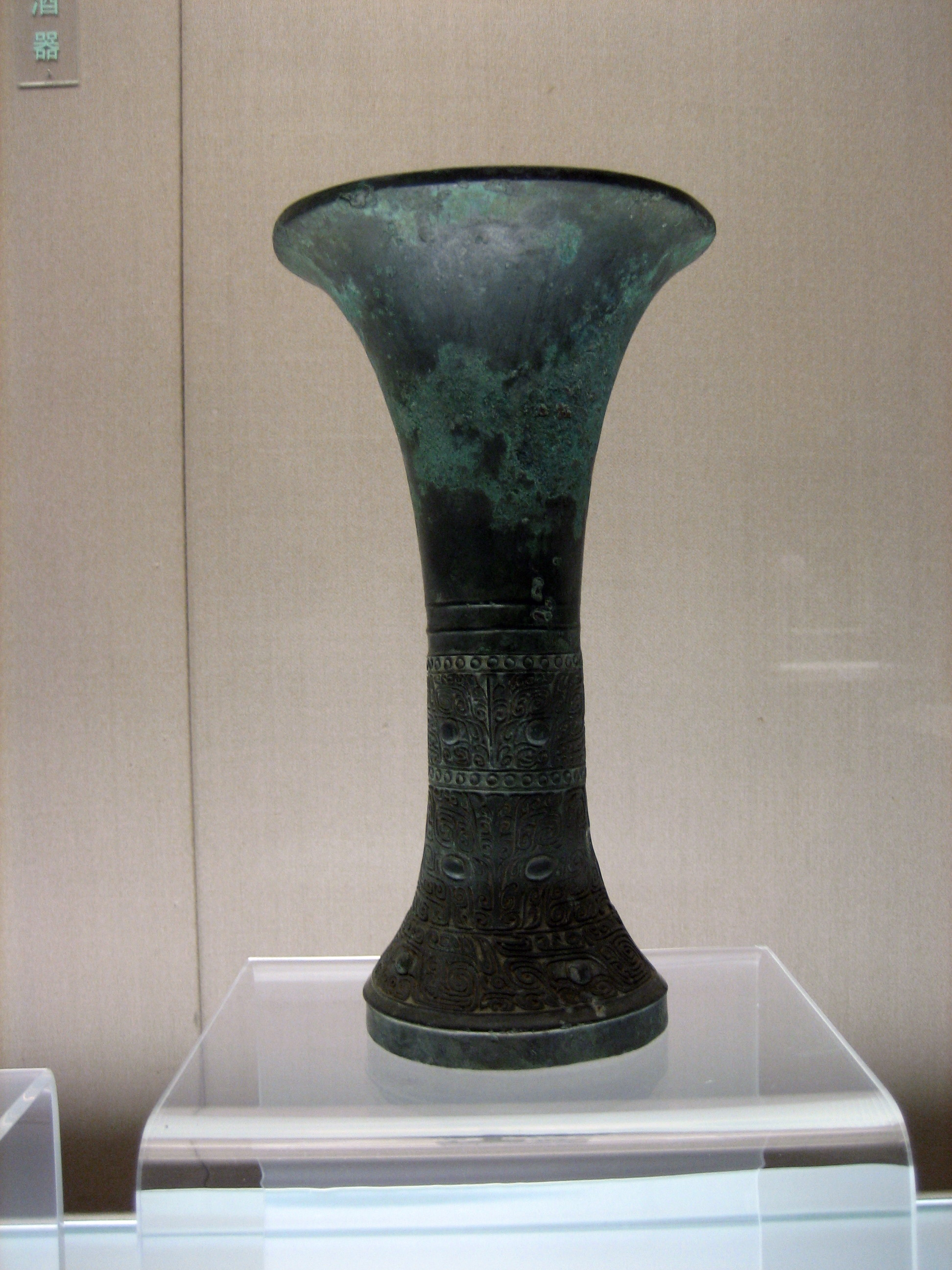
Coupe gu décorée d'un taotie, période d'Erligang, Musée de Shanghai.
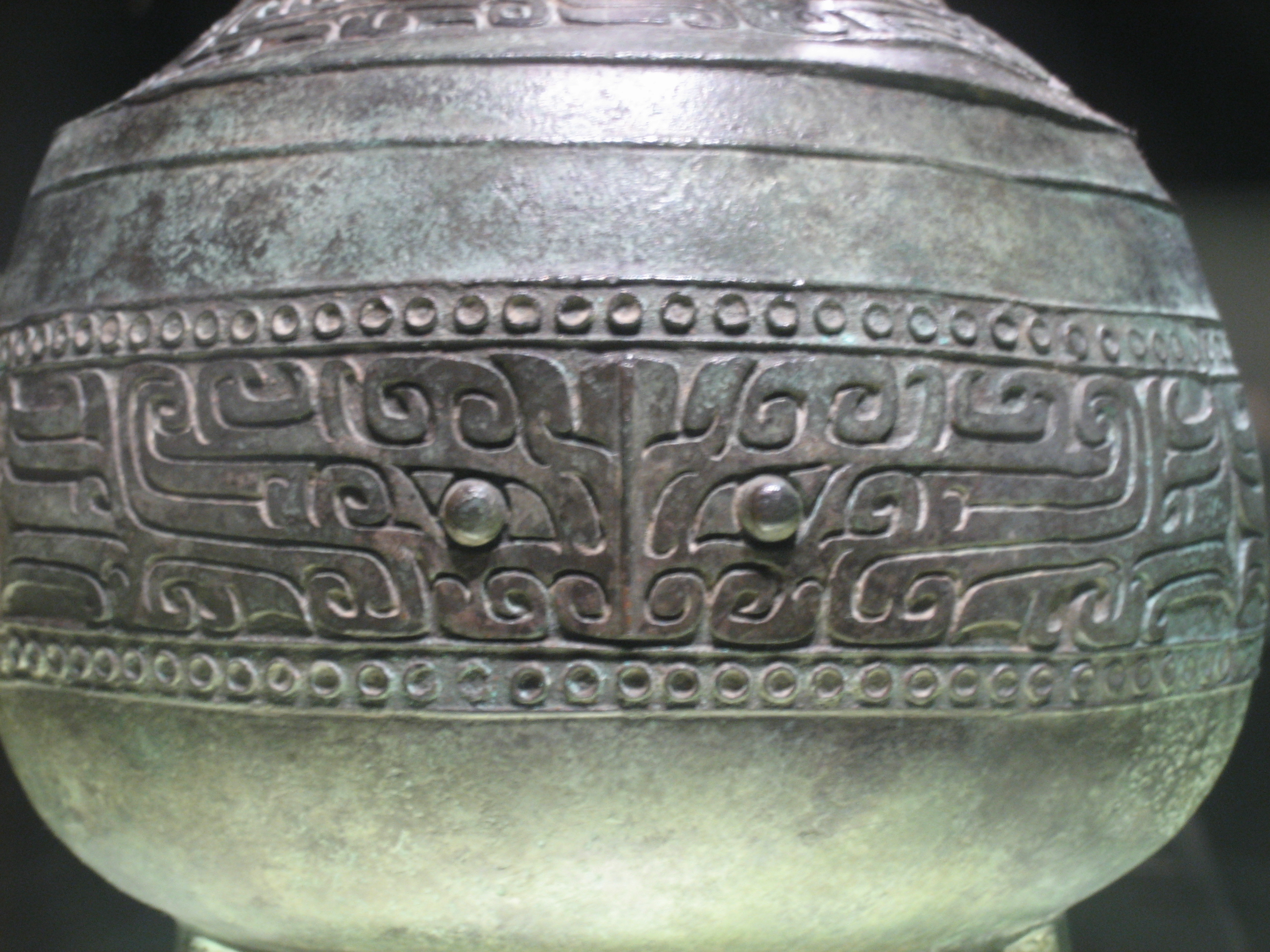
Taotie décorant une jarre hu, période d'Erligang, Musée de Shanghai.
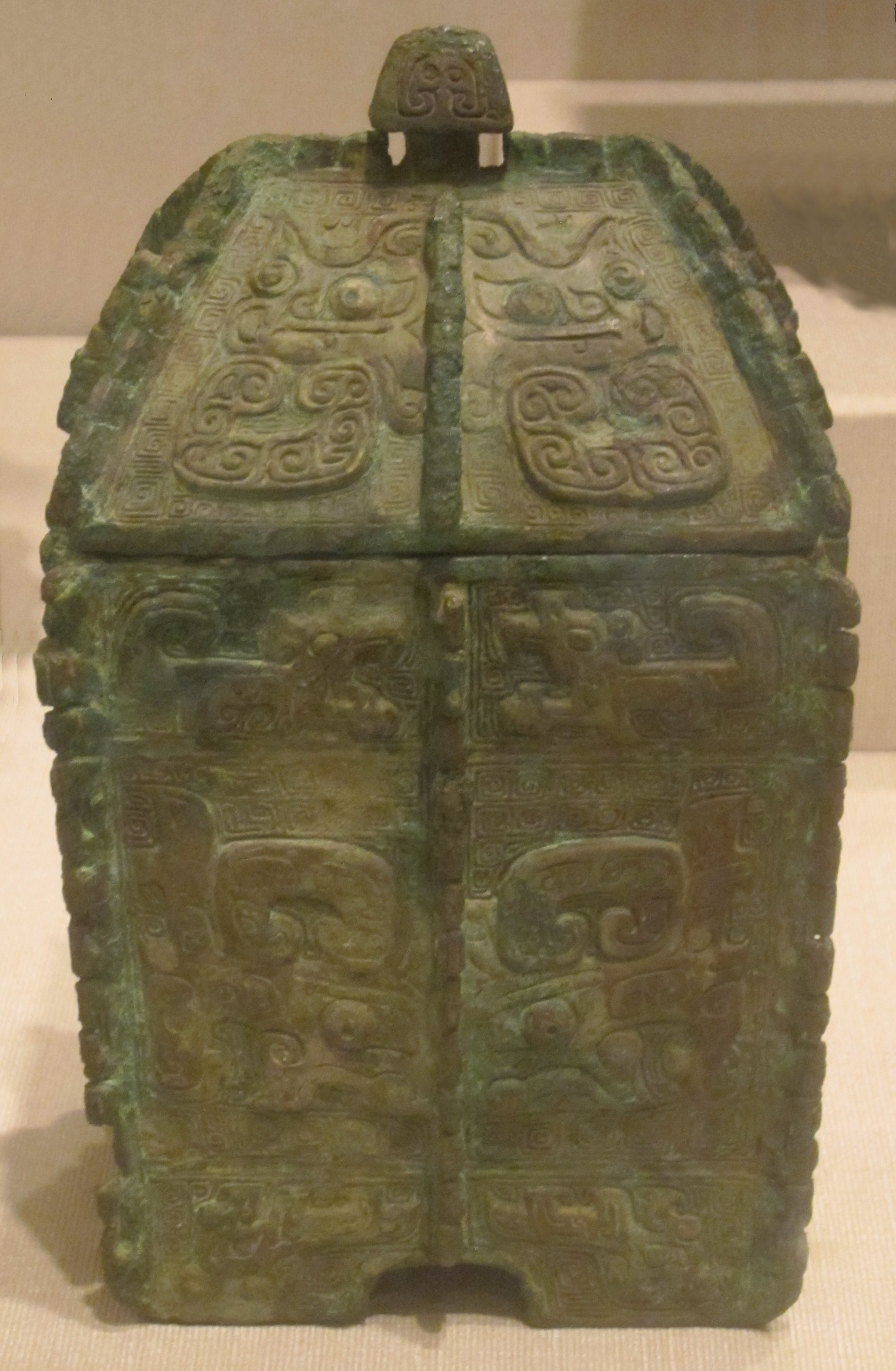
Vase fangyi de la période Shang tardive, Honolulu Academy of Arts.
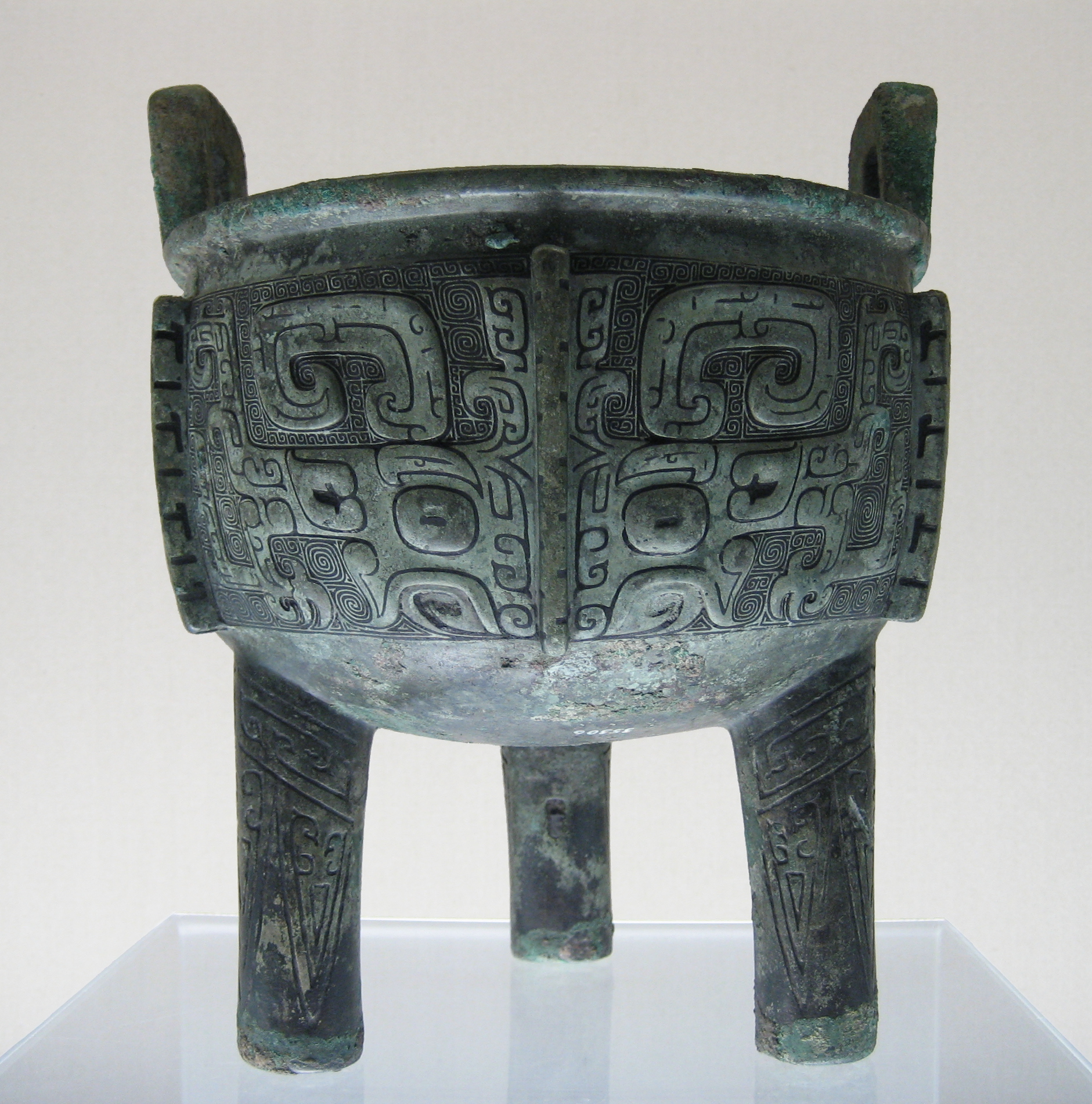
Chaudron liu ding. Shang, vers 1250-1200. Musée de Shanghai.
Vase zun en forme de hibou provenant de la tombe de Fu Hao à Anyang, Henan. Institut d'archéologie de Pékin.

Aux côtés des vases rituels qui sont les marqueurs les plus importants du prestige des élites, d'autres objets en bronze étaient fondus, apparemment dans des ateliers séparés de ceux servant pour réaliser les vases rituels (c'est au moins le cas à Anyang). Il s'agit surtout d'outils et d'armes. La tombe de Fu Hao a ainsi livré de nombreuses lames de haches-poignards ou hallebardes, de haches, des couteaux, mais aussi des miroirs en bronze ainsi que des cloches servant lors des rituels, comme les nao ou les ling, qui étaient alors tenues à la main ou posées sur leur manche la bouche vers le haut. Ces différents objets portaient des décors similaires à ceux des vases, ce qui en fait souvent des pièces remarquables.

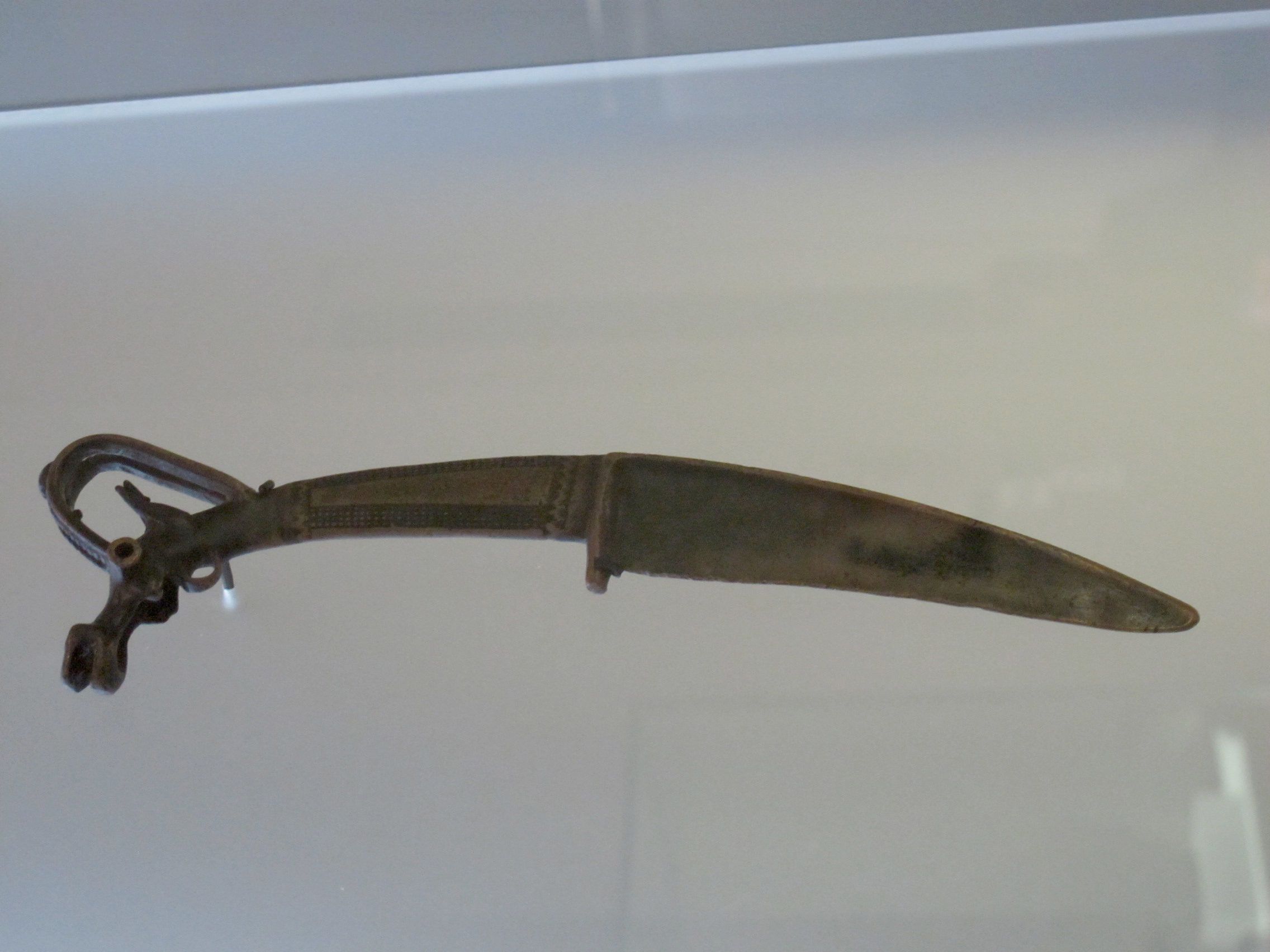
Couteau xiao à tête de bouquetin. Shanxi (?). v. 1200-1050, Musée Cernuschi, Paris.
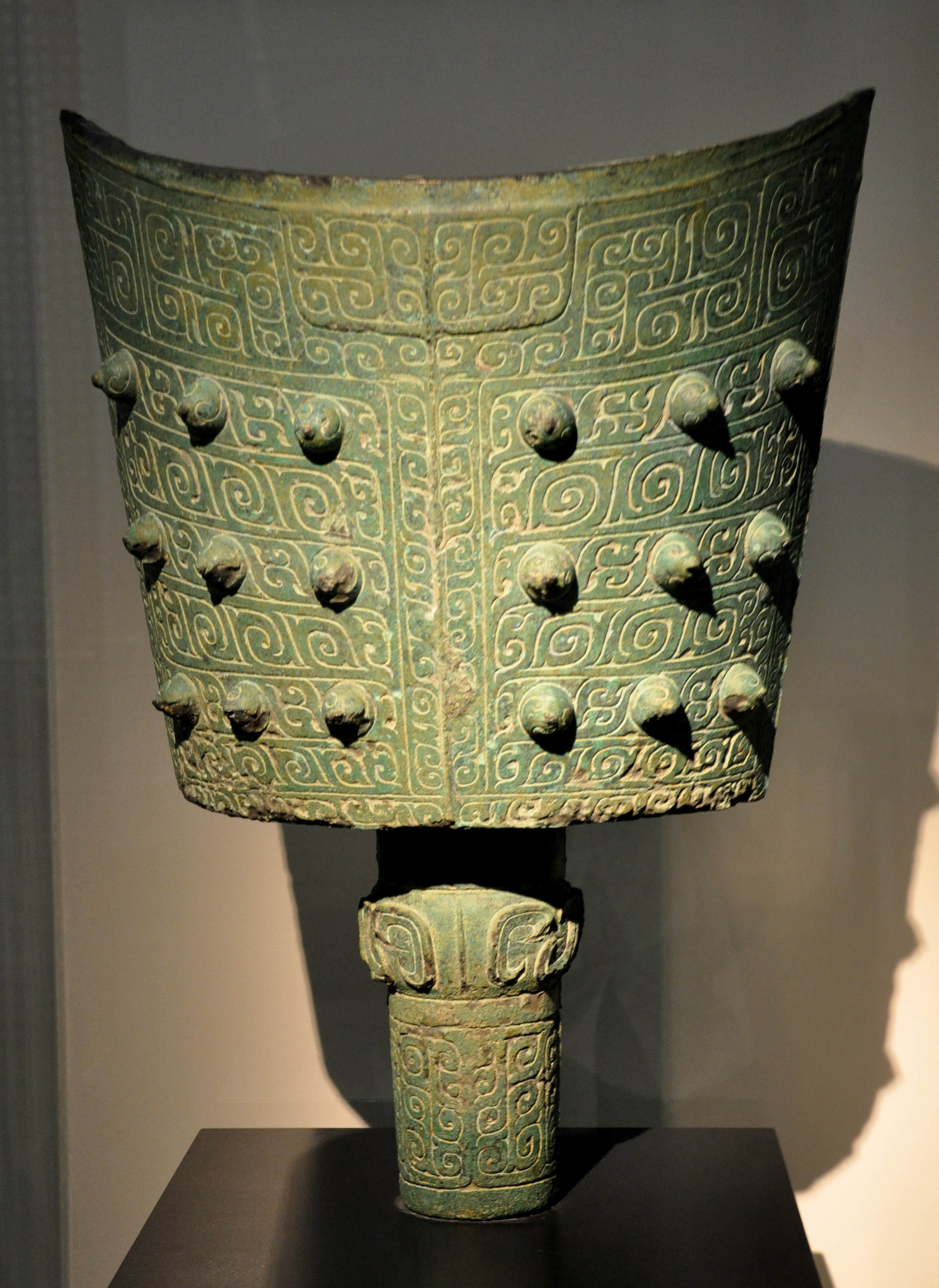
Cloche nao retrouvée dans la tombe de Fu Hao, Anyang, Henan. Institut d'archéologie de Pékin.

En dehors de la région d'Anyang, les productions métallurgiques présentent des originalités. Si les vases rituels sont les objets les plus courants et reprennent des formes similaires à celles du royaume Shang, ils s'en distinguent de plusieurs manières, que ce soit par le décor, la silhouette ou bien l'exécution de certaines parties. Les cultures de Xin'gan dans le Jiangxi et de Sanxingdui dans le Sichuan sont les mieux connues, mais les trouvailles de Sufutun dans le Shandong ou Ningxiang dans le Hunan attestent de la vitalité de ces foyers régionaux à la fin de la période Shang. La culture du Sichuan est de loin la plus singulière, produisant des objets en bronze avec des parties en or, métal peu attesté dans le reste de la Chine pour cette période, et parfois originaux comme une statue longiligne d'un homme, des masques et des arbres.

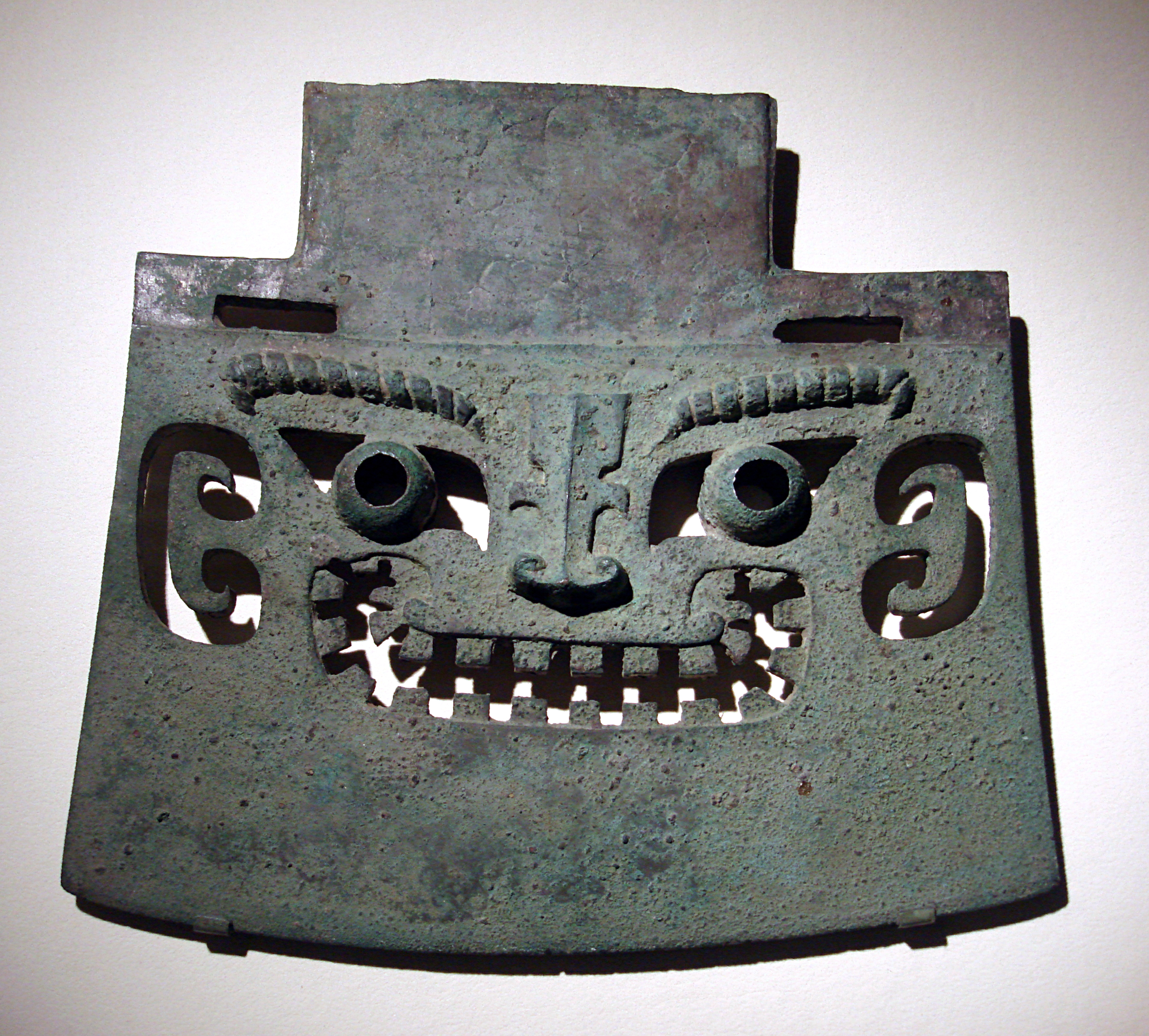
Hache d'armes, bronze. Dynastie Shang. Fouille de Yidu, Shandong, 1956. CMOC, exposition Treasures of Ancient China.
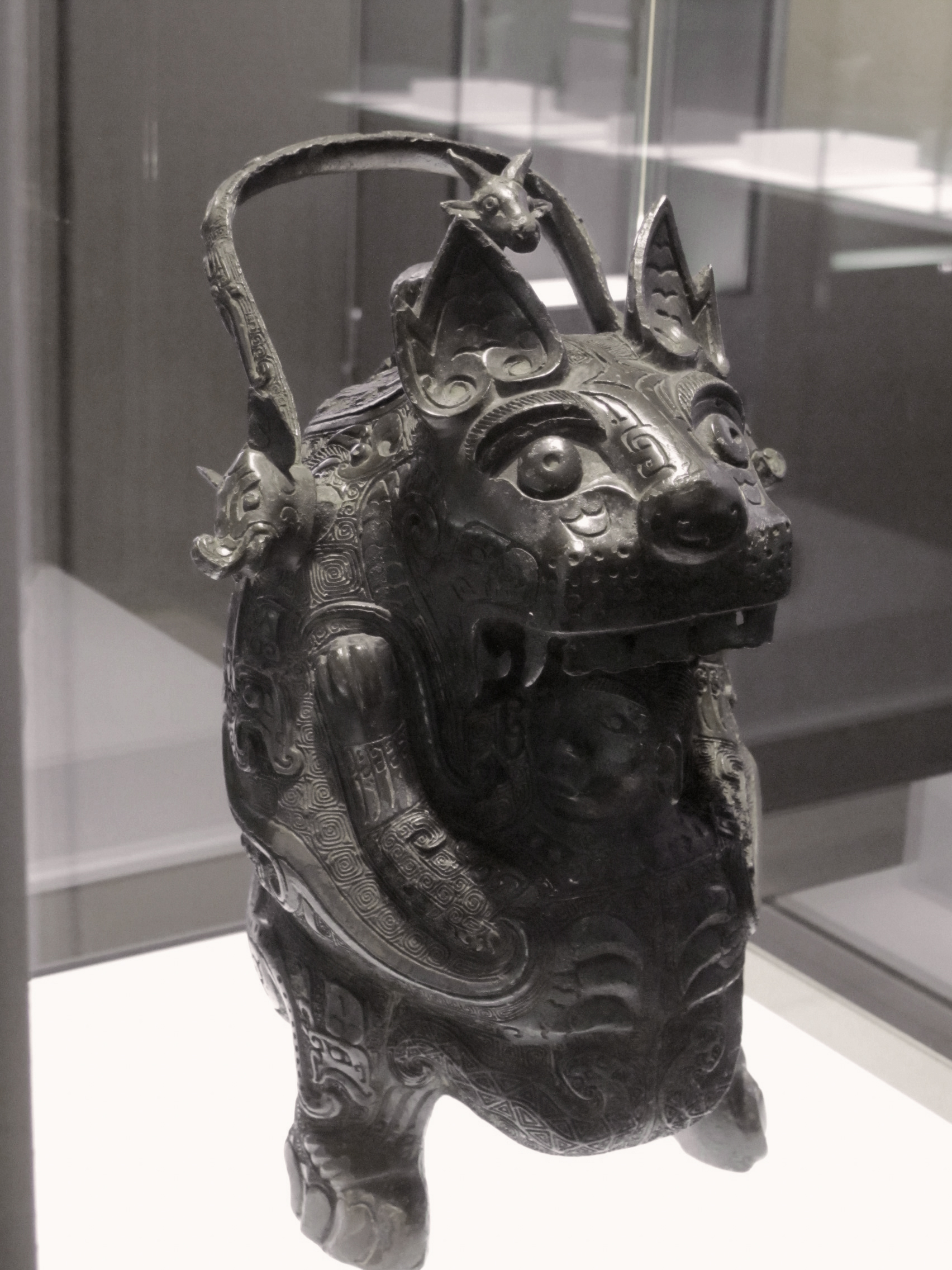
Vase you à conserver les boissons, dit : la Tigresse. Bronze, période Shang, hors de son territoire. Hunan, XIe siècle Musée Cernuschi[103],[104].
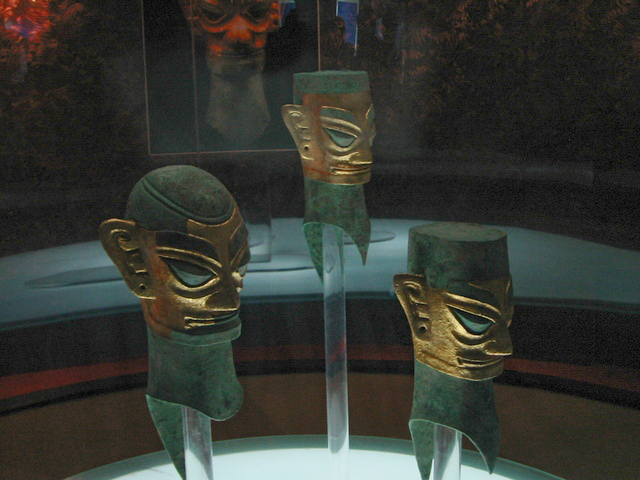
Masques, bronze revêtu de feuille d'or, période Shang mais hors de son territoire. h : 42 cm env. Vers 1200. Musée de Sanxingdui, Sichuan.
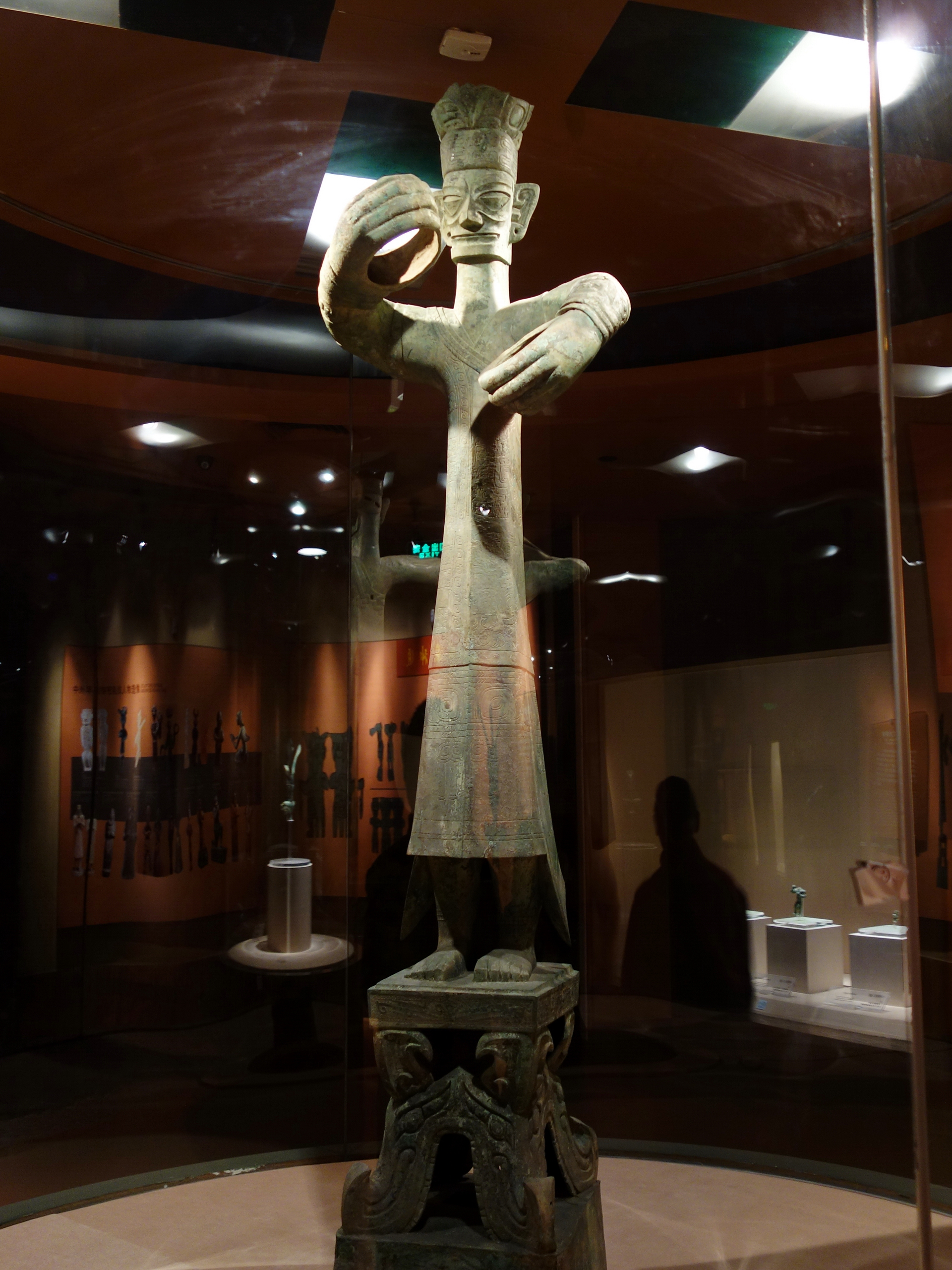
Grande statue verticale en bronze. Musée de Sanxingdui, Sichuan.

### Autres formes d'arts
La forme d'art la plus attestée aux côtés du bronze et de la céramique pour la période Shang est le travail du jade, développé depuis les temps anciens et dont la popularité ne s'est guère tarie durant la période d'Anyang. La tombe de la reine Fu Hao regroupe 755 objets dans ce matériau, dont plusieurs proviennent de régions lointaines ou de périodes antérieures, ce qui en fait un ensemble particulièrement remarquable pour la connaissance de l'art du jade dans la Chine du Bronze ancien. En raison de la complexité du travail de cette pierre particulièrement dure qui doit être travaillée par des procédés abrasifs (à la scie ou au foret), les formes les plus courantes sont plates : des plaques, des disques bi mais surtout des lames de différents types qui se retrouvent aussi parmi les objets en bronze (ge pointues et tranchantes, gui pointues et non tranchantes, zhang concaves et tranchantes). La majorité des objets en jade d'époque tardive comportent un décor gravé. Les formes les plus complexes de la tombe de Fu Hao sont des figurines représentant des animaux ou parfois des humains, peut-être des importations car ces motifs sont peu attestés à Anyang.
D'autres objets remarquables étaient gravés dans de l'ivoire ou de la turquoise. Les traits stylistiques cohérents des réalisations Shang sont pour l'essentiel les courbes tendues et la spirale plus ou moins anguleuse. La ligne doucement infléchie et comme en tension, tel un arc, se termine ou est ponctuée de départ de spirale anguleuse, suivant le même principe de tension dans le tracé. Et cet effet de tension se retrouve dans la conception de la forme d'ensemble de manière parfaitement cohérente pour les plus belles pièces, qu'elles soient de bronze (conçues dans la terre des moules) ou d'ivoire incrusté de turquoise.
Il convient également de mentionner une particularité de l'art de la région du Jiangxi, les céramiques cuites à très haute température qui sont parfois présentées comme de la « proto-porcelaine ». Le travail du kaolin pour réaliser des vases connaît également un essor à cette période, apparemment dans les régions méridionales, même si ces objets se retrouvent dans le Henan.

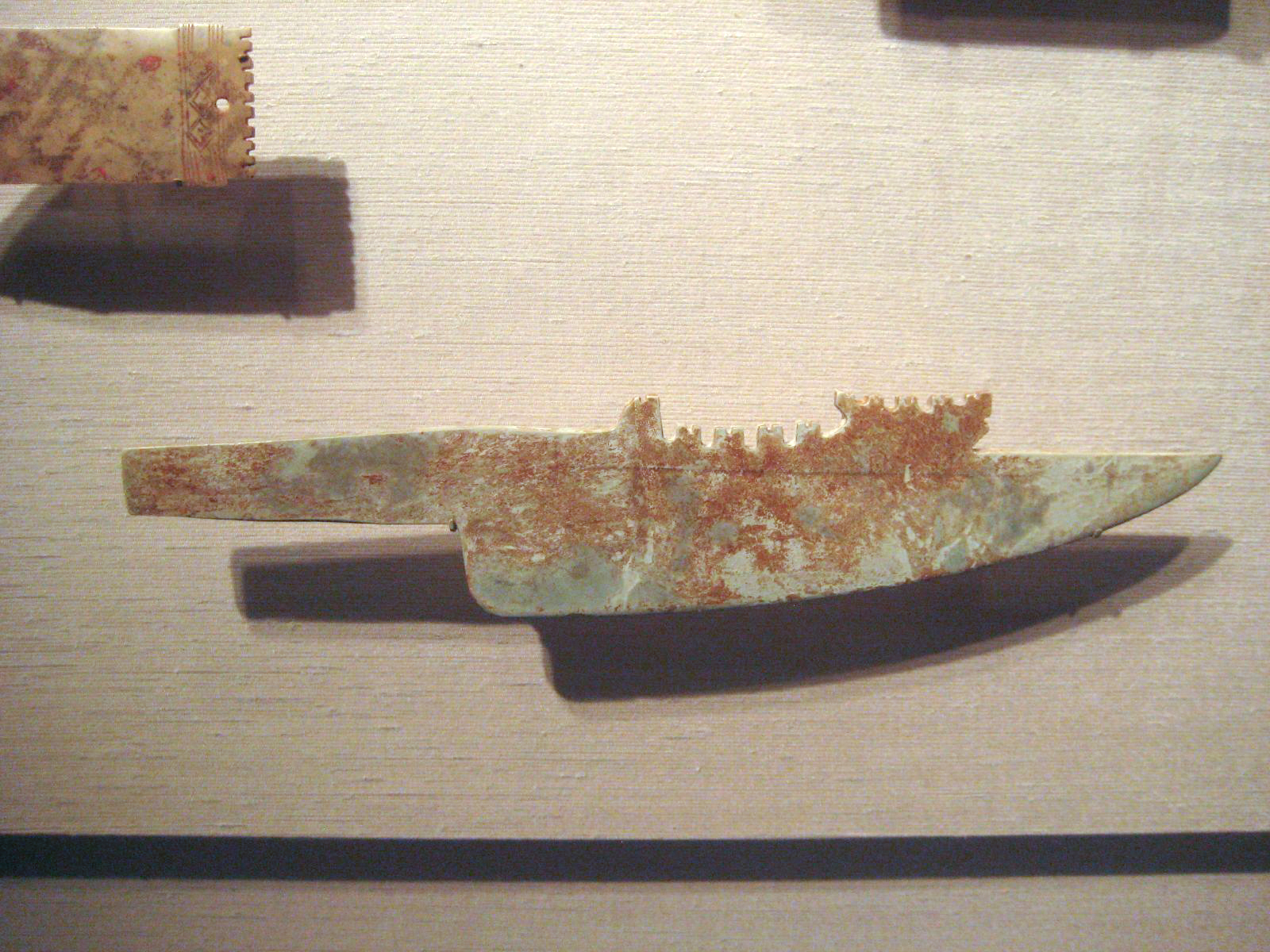
Lame en jade de la période Shang, Arthur M. Sackler Gallery de Washington.
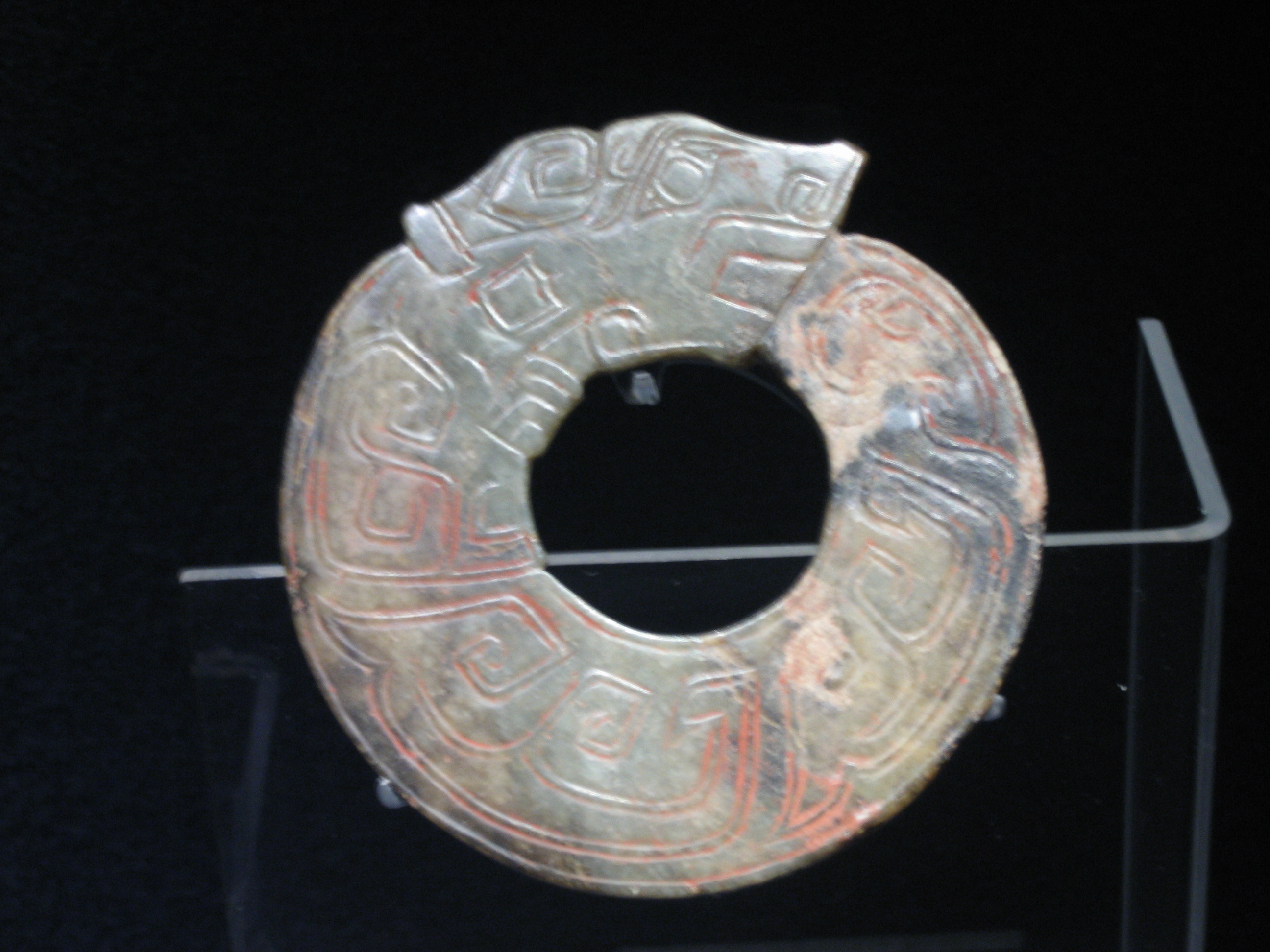
Disque de jade représentant un dragon enroulé, tombe de Fu Hao, musée de Shanghai.
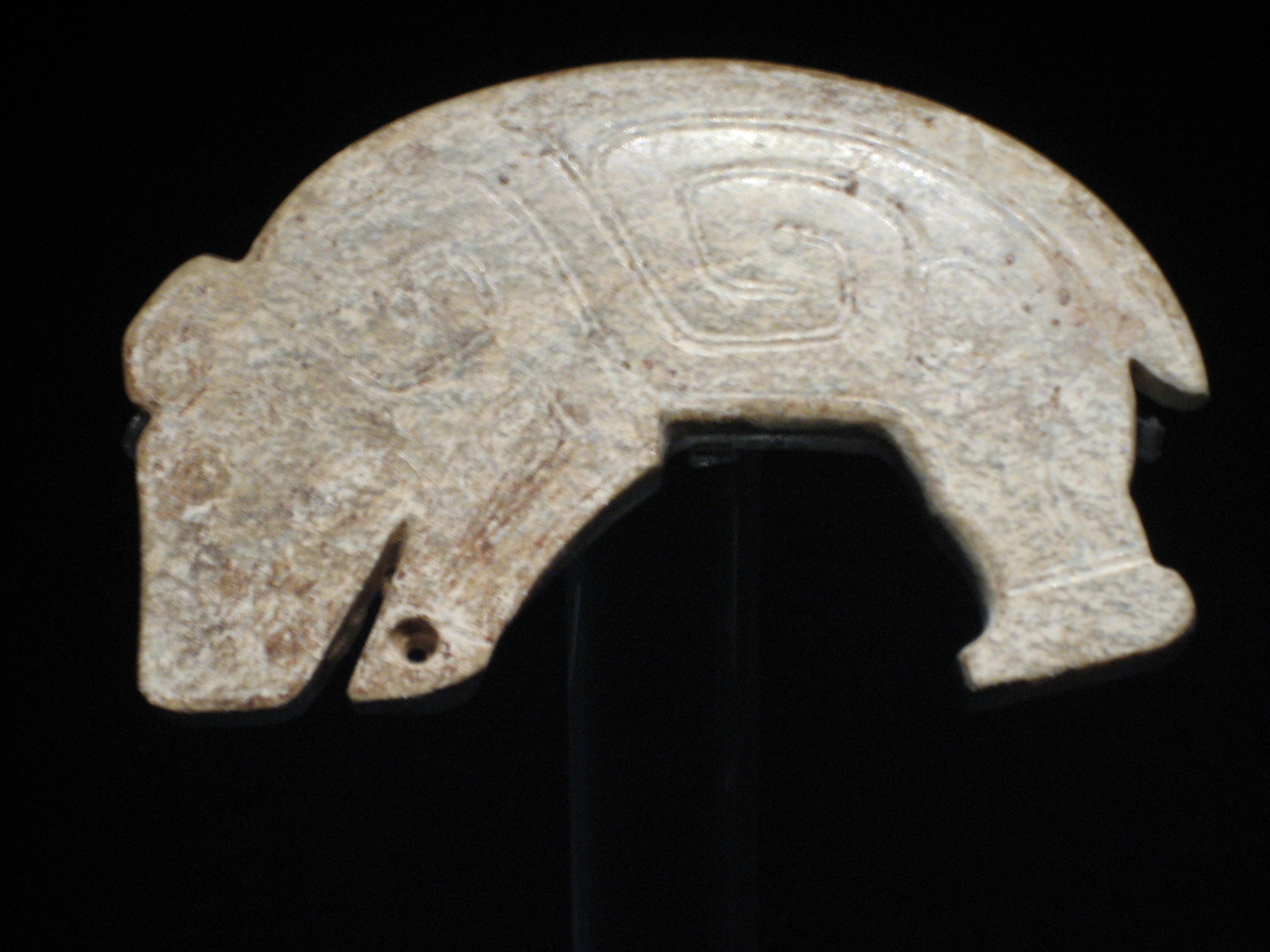
Plaque de jade en forme d'ours, musée de Shanghai.
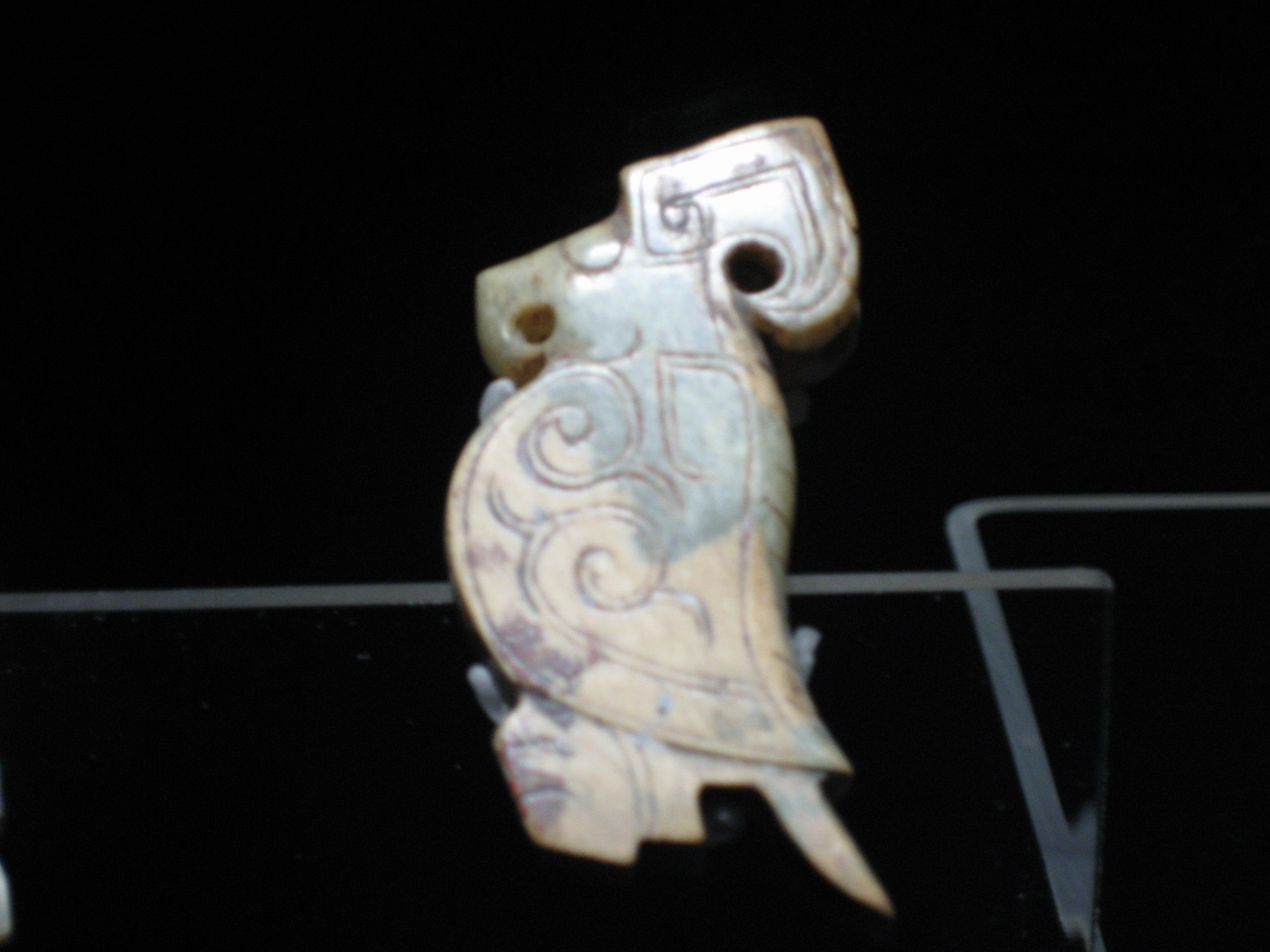
Plaque de jade en forme d'oiseau, musée de Shanghai.
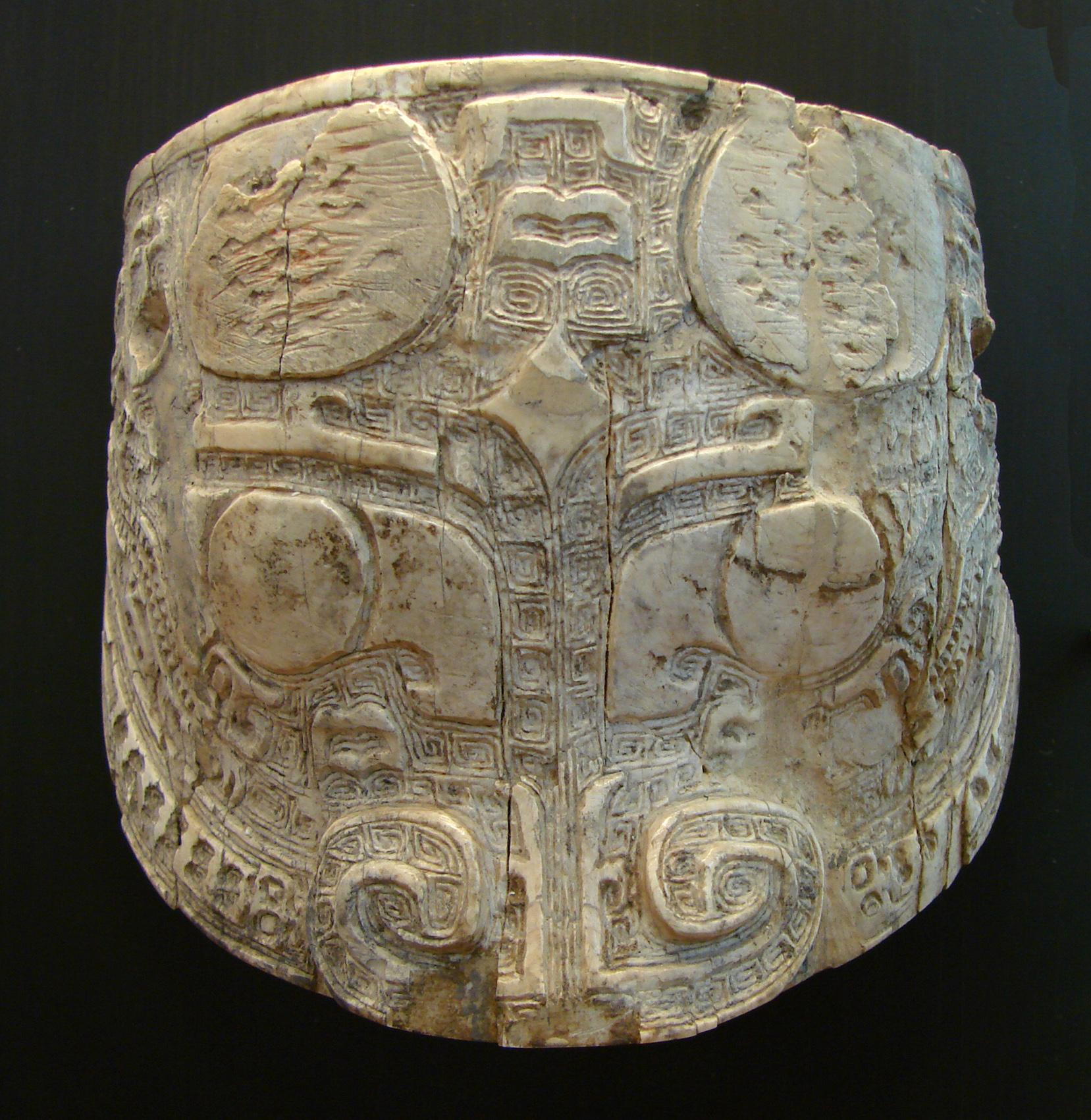
Masque taotie, ivoire. XIe siècle Période Shang tardive. Musée Guimet.
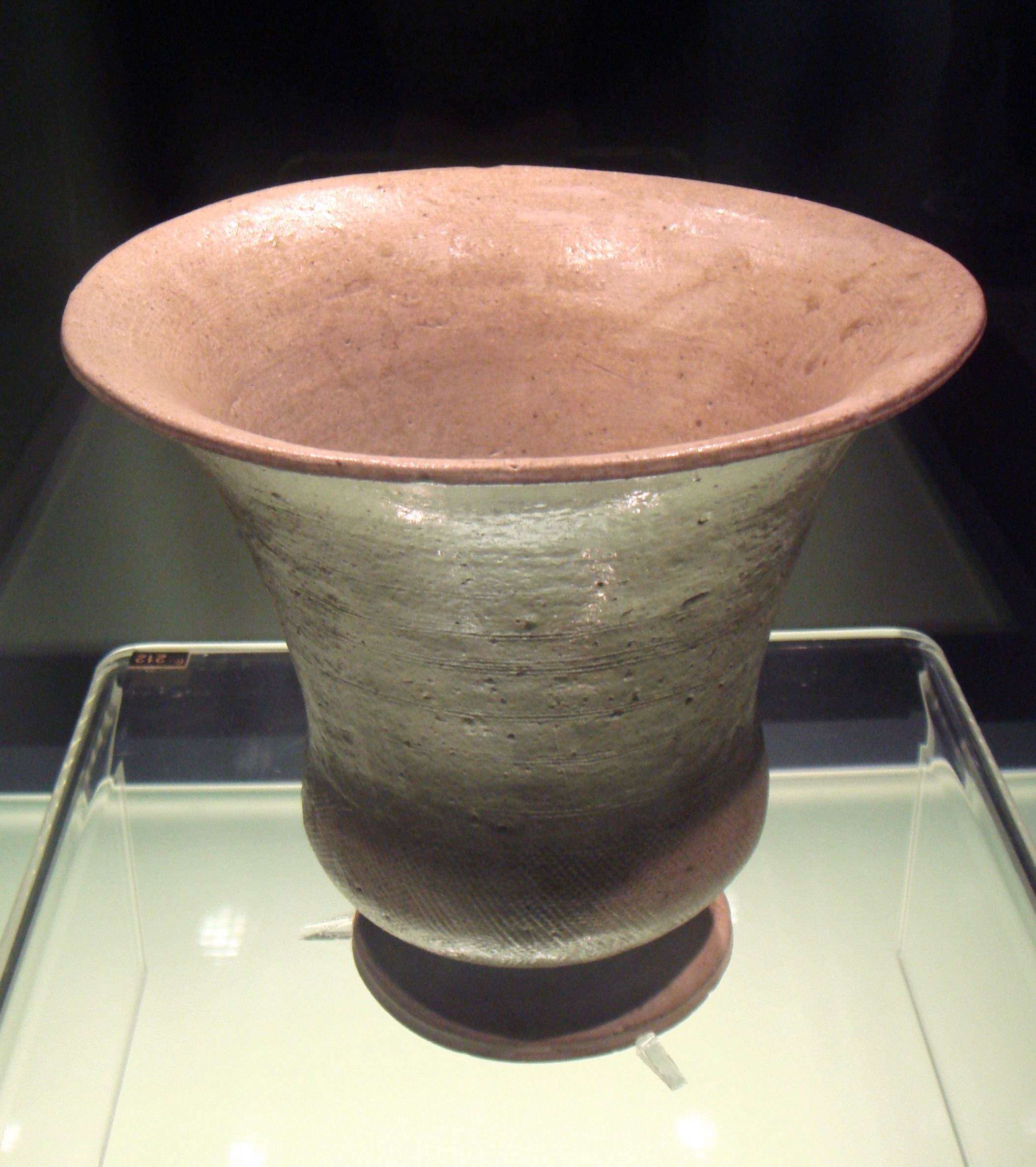
Vase de type zun en « proto-porcelaine », musée de Shanghai.

## Liste des rois Shang selon l'historiographie traditionnelle
1. Cheng Tang
2. Wai Bing
3. Zhong Ren
4. Tai Jia
5. Wo Ding
6. Tai Geng
7. Xiao Jia
8. Yong Ji
9. Tai Wu
10. Zhong Ding
11. Wai Ren
12. He Dan Jia
13. Zu Yi
14. Zu Xin
15. Wo Jia
16. Zu Ding
17. Nan Geng
18. Yang Jia
19. Pan Geng
20. Xiao Xin
21. Xiao Yi
22. Wu Ding
23. Zu Ji
24. Zu Geng
25. Zu Jia
26. Lin Xin
27. Geng Ding
28. Wu Yi
29. Tai Ding
30. Di Yi
31. Di Xin

### Chine ancienne
- Flora Blanchon, Arts et histoire de Chine : Volume 1, Paris, Presses Universitaires de Paris-Sorbonne, 1993
- Jacques Gernet, La Chine ancienne, Paris, PUF, coll. « Que sais-je ? », 2005, 10e éd.
- (en) Michael Loewe et Edward L. Shaughnessy (dir.), The Cambridge History of Ancient China, From the Origins of Civilization to 221 BC, Cambridge, Cambridge University Press, 1999
- (en) Li Feng, Early China : A Social and Cultural History, New York, Cambridge University Press, 2013, 367 p. (ISBN 978-0-521-71981-0)

### Synthèses sur la dynastie Shang
- (en) David N. Keightley, « The Shang: China's First Historical Dynasty », dans Michael Loewe et Edward L. Shaughnessy (dir.), The Cambridge History of Ancient China, From the Origins of Civilization to 221 BC, Cambridge, Cambridge University Press, 1999, p. 232-291
- (en) Robert L. Thorp, China in the Early Bronze Age : Shang Civilization, Philadelphie, University of Pennsylvania Press, 2005
- (en) David N. Keightley, The Ancestral Landscape : Time, Space, and Community in Late Shang China (ca. 1200–1045 B.C.), Berkeley, Institute of East Asian Studies, 2000

### Religion
- (en) Robert Eno, « Shang State Religion and the Pantheon of the Oracle Texts », dans John Lagerwey et Marc Kalinowski (dir.), Early Chinese Religion, Part One: Shang through Han (1250 BC-220 AD), Leyde et Boston, Brill Academic Pub, 2009, p. 41-102

### Écriture
- (en) Edward L. Shaughnessy, « The beginnings of writing in China », dans Christopher Woods (dir.), Visible Language: Inventions of Writing in the Ancient Middle East and Beyond, Chicago, The Oriental Institute of Chicago, 2010, p. 215-221
- (en) Robert Bagley, « Anyang Writing and the Origin of Chinese Writing », dans Stephen D. Houston (dir.), The First Writing: Script Invention as History and Process, Cambridge, Cambridge University Press, 2008, p. 190-249
- Viviane Alleton, « À propos des origines de l'écriture chinoise », dans Viviane Alleton,  Jaroslaw Maniaczyk, Roland Schaer et Pascal Vernus, Les origines de l'écriture, Paris, Le Pommier - Universcience, coll. « Le Collège de la Cité », 2012, p. 167-202

### Art et archéologie
- (en) Robert Bagley, « Shang Archaeology », dans Michael Loewe et Edward L. Shaughnessy (dir.), The Cambridge History of Ancient China, From the Origins of Civilization to 221 BC, Cambridge, Cambridge University Press, 1999, p. 125-231
- Danielle Elisseeff, La Chine du Néolithique à la fin des Cinq Dynasties (960 de notre ère), Paris, RMN, coll. « Manuels de l'école du Louvre », 2008
- Rites et festins de la Chine antique, Bronzes du Musée de Shanghai, Paris, Paris Musées, 1998
- (en) Li Liu et Xingcan Chen, State Formation in Early China, Londres, Duckworth Publishers, coll. « Duckworth Debates in Archaeology », 2003
- (en) Li Liu et Xingcan Chen, The Archaeology of China : From the Late Paleolithic to the Early Bronze Age, Cambridge et New York, Cambridge University Press, 2012, 330 p. (ISBN 978-0-521-81184-2)
- (en) Kwang-chih Chang et Pingfang Xu (dir.), The Formation of Chinese Civilization : An Archaeological Perspective, New Haven, Yale University and New World Press, 2005